# Llista de topònims de Figueres
Llista de topònims (noms propis de lloc) del municipi de Figueres, a l'Alt Empordà
Informació actualitzada per un bot. Els canvis manuals es perdran quan s'actualitzi!

## carrer
| imatge | Nom                                     | Ubicat a | instància de   | Detalls                                                | coordenades                                                         | Protecció                                  | Commons (més fotos)                                                      | Dades a WD                    |
| ------ | --------------------------------------- | -------- | -------------- | ------------------------------------------------------ | ------------------------------------------------------------------- | ------------------------------------------ | ------------------------------------------------------------------------ | ----------------------------- |
|        | Carrer Barceloneta                      | Figueres | carrer         | Estil: arquitectura neoclàssica                        | 42° 16′ 13″ N, 2° 57′ 41″ E / 42.2703°N,2.96144°E                   | bé cultural d'interès local                | Conjunt carrer Barceloneta (Figueres)                                    | Modifica les dades a Wikidata |
|        | Carrer Col·legi de Figueres             | Figueres | carrer         | Estil: arquitectura popular 19th century               | 42° 15′ 50″ N, 2° 57′ 38″ E / 42.264°N,2.96064°E ca:C. Col·legi, 13 | bé integrant del patrimoni cultural català | Conjunt de cases al carrer Col·legi (Figueres)                           | Modifica les dades a Wikidata |
|        | Carrer Concepció de Figueres            | Figueres | carrer         | Estil: arquitectura modernista                         | 42° 16′ 01″ N, 2° 57′ 54″ E / 42.267°N,2.9649°E                     | bé cultural d'interès local                | Conjunt carrer Concepció, plaça del Gra i plaça de la Palmera (Figueres) | Modifica les dades a Wikidata |
|        | Carrer Girona                           | Figueres | carrer         |                                                        | 42° 16′ 01″ N, 2° 57′ 41″ E / 42.266995°N,2.96125°E                 |                                            | Buildings in carrer Girona                                               | Modifica les dades a Wikidata |
|        | Carrer Joan Maragall                    | Figueres | carrer         |                                                        | 42° 16′ 02″ N, 2° 57′ 41″ E / 42.2671°N,2.9615°E                    |                                            | Buildings in carrer Joan Maragall                                        | Modifica les dades a Wikidata |
|        | Carrer Nou de Figueres                  | Figueres | carrer         | Estil: arquitectura neoclàssica                        | 42° 15′ 56″ N, 2° 57′ 47″ E / 42.2655°N,2.96295°E                   | bé cultural d'interès local                | Conjunt carrer Nou (Figueres)                                            | Modifica les dades a Wikidata |
|        | Carrer Pep Ventura                      | Figueres | carrer         | Estil: noucentisme                                     | 42° 16′ 01″ N, 2° 57′ 32″ E / 42.2669°N,2.95882°E                   | bé cultural d'interès local                | Conjunt carrer Pep Ventura (Figueres)                                    | Modifica les dades a Wikidata |
|        | Carrer Pi i Margall                     | Figueres | carrer         | Estil: noucentisme                                     | 42° 16′ 03″ N, 2° 58′ 01″ E / 42.2676°N,2.96697°E                   | bé cultural d'interès local                | Conjunt carrer Pi i Margall (Figueres)                                   | Modifica les dades a Wikidata |
|        | Carrer Portella                         | Figueres | carrer         |                                                        | 42° 16′ 01″ N, 2° 57′ 39″ E / 42.267°N,2.96087°E                    |                                            | Buildings in carrer Portella                                             | Modifica les dades a Wikidata |
|        | Carrer Progrés de Figueres              | Figueres | carrer         | Estil: arquitectura neoclàssica arquitectura eclèctica | 42° 15′ 58″ N, 2° 58′ 11″ E / 42.2661°N,2.96973°E                   | bé cultural d'interès local                | Conjunt carrer Progrés (Figueres)                                        | Modifica les dades a Wikidata |
|        | Carrer Rubaudonadéu                     | Figueres | carrer         | Estil: arquitectura popular                            | 42° 15′ 57″ N, 2° 58′ 06″ E / 42.2658°N,2.96844°E                   | bé cultural d'interès local                | Conjunt carrer Rubaudonadéu (Figueres)                                   | Modifica les dades a Wikidata |
|        | Carrer Sant Llàtzer de Figueres         | Figueres | carrer         |                                                        | 42° 15′ 54″ N, 2° 58′ 00″ E / 42.2651°N,2.96667°E                   | bé cultural d'interès local                | Conjunt carrer Sant Llàtzer (Figueres)                                   | Modifica les dades a Wikidata |
|        | Carrer Sant Pau                         | Figueres | carrer         | Estil: noucentisme                                     | 42° 15′ 53″ N, 2° 57′ 42″ E / 42.2648°N,2.96162°E                   | bé cultural d'interès local                | Conjunt carrer Sant Pau (Figueres)                                       | Modifica les dades a Wikidata |
|        | Carrer Tapis                            | Figueres | carrer         | Estil: arquitectura neoclàssica                        | 42° 16′ 14″ N, 2° 57′ 53″ E / 42.2705°N,2.96463°E                   | bé cultural d'interès local                | Conjunt carrer Tapis (Figueres)                                          | Modifica les dades a Wikidata |
|        | Carrer Vilafant                         | Figueres | carrer         | Estil: arquitectura modernista                         | 42° 15′ 52″ N, 2° 57′ 33″ E / 42.2644°N,2.95929°E                   | bé cultural d'interès local                | Conjunt carrer Vilafant (Figueres)                                       | Modifica les dades a Wikidata |
|        | Conjunt de cases del carrer Vilabertran | Figueres | carrer         |                                                        | 42° 16′ 15″ N, 2° 57′ 56″ E / 42.2707°N,2.96558°E                   | bé integrant del patrimoni cultural català | Conjunt de cases al carrer Vilabertran (Figueres)                        | Modifica les dades a Wikidata |
|        | Rambla de Figueres                      | Figueres | carrer rambla  | Estil: arquitectura popular                            | 42° 15′ 59″ N, 2° 57′ 40″ E / 42.2663°N,2.96103°E                   | bé integrant del patrimoni cultural català | Rambla de Figueres                                                       | Modifica les dades a Wikidata |
|        | Via Emporitana                          | Figueres | carrer         |                                                        | 42° 15′ 46″ N, 2° 57′ 26″ E / 42.2629°N,2.95724°E                   |                                            | Buildings in Via Emporitana                                              | Modifica les dades a Wikidata |
|        | carrer Monturiol                        | Figueres | carrer         |                                                        | 42° 16′ 02″ N, 2° 57′ 51″ E / 42.2673°N,2.96417°E                   |                                            |                                                                          | Modifica les dades a Wikidata |
|        | carrer de Peralada                      | Figueres | carrer         | Estil: arquitectura neoclàssica                        | 42° 16′ 10″ N, 2° 57′ 49″ E / 42.2694°N,2.96362°E                   | bé cultural d'interès local                | Conjunt carrer Peralada (Figueres)                                       | Modifica les dades a Wikidata |
|        | carrer de la Jonquera                   | Figueres | carrer         | Estil: arquitectura neoclàssica                        | 42° 16′ 09″ N, 2° 57′ 35″ E / 42.269166666667°N,2.9597222222222°E   | bé cultural d'interès local                | Conjunt carrer de la Jonquera (Figueres)                                 | Modifica les dades a Wikidata |
|        | carrer de la Moreria                    | Figueres | carrer edifici |                                                        | 42° 16′ 02″ N, 2° 57′ 45″ E / 42.2671°N,2.96243°E                   |                                            | Buildings in carrer Moreria                                              | Modifica les dades a Wikidata |
|        | carrer de la Muralla                    | Figueres | carrer         |                                                        | 42° 16′ 07″ N, 2° 57′ 43″ E / 42.2686°N,2.96206°E                   |                                            | Buildings in carrer Muralla                                              | Modifica les dades a Wikidata |
|        | carrer del Nord, 28                     | Figueres | carrer         | Estil: arquitectura popular                            | 42° 16′ 07″ N, 2° 58′ 05″ E / 42.2685°N,2.96812°E                   | bé integrant del patrimoni cultural català | Carrer del Nord 28                                                       | Modifica les dades a Wikidata |

## casa
| imatge | Nom                                            | Ubicat a | instància de | Detalls                                                                                        | coordenades | Protecció                                  | Commons (més fotos)                                       | Dades a WD                    |
| ------ | ---------------------------------------------- | -------- | ------------ | ---------------------------------------------------------------------------------------------- | --- | ------------------------------------------ | --------------------------------------------------------- | ----------------------------- |
|        | Can Branques                                   | Figueres | casa         | Estil: noucentisme                                                                             | 42° 15′ 46″ N, 2° 57′ 26″ E / 42.2629°N,2.957221°E | bé integrant del patrimoni cultural català | Can Branques (Figueres)                                   | Modifica les dades a Wikidata |
|        | Can Dalfo                                      | Figueres | casa         | Estil: noucentisme                                                                             | 42° 15′ 59″ N, 2° 58′ 02″ E / 42.2664°N,2.96725°E | bé cultural d'interès local                | Can Dalfó (Figueres)                                      | Modifica les dades a Wikidata |
|        | Can Roig                                       | Figueres | casa         | Estil: arquitectura modernista                                                                 | 42° 16′ 03″ N, 2° 57′ 58″ E / 42.2676°N,2.96614°E | bé integrant del patrimoni cultural català | Can Roig (Figueres)                                       | Modifica les dades a Wikidata |
|        | Casa Abdó Polí i Deseia                        | Figueres | casa         | Estil: arquitectura neoclàssica Romanticisme                                                   | 42° 15′ 59″ N, 2° 57′ 35″ E / 42.2664°N,2.95983°E | bé integrant del patrimoni cultural català | Casa Abdó Polí i Deseia (Figueres)                        | Modifica les dades a Wikidata |
|        | Casa Albert Gruart                             | Figueres | casa         | Estil: arquitectura modernista                                                                 | 42° 16′ 01″ N, 2° 57′ 46″ E / 42.2669°N,2.96269°E ca:Monturiol, 7 | bé integrant del patrimoni cultural català | Casa Albert Gruart (Figueres)                             | Modifica les dades a Wikidata |
|        | Casa Alegret                                   | Figueres | casa         | Estil: arquitectura neoclàssica                                                                | 42° 15′ 58″ N, 2° 57′ 44″ E / 42.2662°N,2.96232°E ca:Nou, 4 | bé integrant del patrimoni cultural català | Casa Alegret (Figueres)                                   | Modifica les dades a Wikidata |
|        | Casa Amèlia Pi                                 | Figueres | casa         | Estil: arquitectura neoclàssica Romanticisme                                                   | 42° 16′ 01″ N, 2° 57′ 37″ E / 42.267°N,2.96033°E | bé integrant del patrimoni cultural català | Casa Amelia Pi (Figueres)                                 | Modifica les dades a Wikidata |
|        | Casa Avinyó                                    | Figueres | casa         | Estil: arquitectura gòtica                                                                     | 42° 16′ 09″ N, 2° 59′ 40″ E / 42.2691°N,2.99433°E | bé cultural d'interès local                | Casa Avinyó de Vilatenim (Figueres)                       | Modifica les dades a Wikidata |
|        | Casa Balló                                     | Figueres | casa         | Estil: noucentisme                                                                             | 42° 15′ 49″ N, 2° 57′ 51″ E / 42.2637°N,2.96429°E | bé integrant del patrimoni cultural català | Casa Balló (Figueres)                                     | Modifica les dades a Wikidata |
|        | Casa Berta                                     | Figueres | casa         | Estil: arquitectura eclèctica                                                                  | 42° 16′ 05″ N, 2° 57′ 40″ E / 42.2681°N,2.96114°E | bé integrant del patrimoni cultural català | Casa Berta (Figueres)                                     | Modifica les dades a Wikidata |
|        | Casa Bofill                                    | Figueres | casa         | Estil: arquitectura popular                                                                    | 42° 15′ 54″ N, 2° 57′ 42″ E / 42.265°N,2.96164°E | bé cultural d'interès local                | Casa Bofill (Figueres)                                    | Modifica les dades a Wikidata |
|        | Casa Bonaterra                                 | Figueres | casa         | Estil: arquitectura neoclàssica Romanticisme                                                   | 42° 16′ 00″ N, 2° 57′ 42″ E / 42.2667°N,2.96171°E | bé integrant del patrimoni cultural català | Casa Bonaterra (Figueres)                                 | Modifica les dades a Wikidata |
|        | Casa Bosch                                     | Figueres | casa         | Estil: arquitectura eclèctica                                                                  | 42° 16′ 00″ N, 2° 57′ 31″ E / 42.2667°N,2.95873°E | bé integrant del patrimoni cultural català | Casa Bosch (Figueres)                                     | Modifica les dades a Wikidata |
|        | Casa Cafè Progrés                              | Figueres | casa         | Estil: arquitectura eclèctica                                                                  | 42° 15′ 58″ N, 2° 57′ 43″ E / 42.2662°N,2.96192°E | bé integrant del patrimoni cultural català | Casa Cafè Progrés (Figueres)                              | Modifica les dades a Wikidata |
|        | Casa Camps                                     | Figueres | casa         | Estil: arquitectura popular                                                                    | 42° 16′ 05″ N, 2° 57′ 39″ E / 42.268°N,2.96096°E | bé integrant del patrimoni cultural català | Casa Camps (Figueres)                                     | Modifica les dades a Wikidata |
|        | Casa Camps-Ros                                 | Figueres | casa         | Estil: arquitectura popular                                                                    | 42° 16′ 04″ N, 2° 57′ 40″ E / 42.2679°N,2.96112°E | bé integrant del patrimoni cultural català | Casa Camps-Ros (Figueres)                                 | Modifica les dades a Wikidata |
|        | Casa Canet                                     | Figueres | casa         | Estil: racionalisme arquitectònic                                                              | 42° 16′ 00″ N, 2° 57′ 40″ E / 42.2666°N,2.96124°E | bé integrant del patrimoni cultural català | Casa Canet (Figueres)                                     | Modifica les dades a Wikidata |
|        | Casa Carreras                                  | Figueres | casa         | Estil: arquitectura eclèctica                                                                  | 42° 15′ 58″ N, 2° 57′ 46″ E / 42.2661°N,2.96285°E | bé integrant del patrimoni cultural català | Casa Carreras (Figueres)                                  | Modifica les dades a Wikidata |
|        | Casa Cases                                     | Figueres | casa         | Arquitecte: Joan Roca i Pinet Estil: arquitectura modernista 1917                              | 42° 16′ 00″ N, 2° 57′ 34″ E / 42.2668°N,2.95958°E ca:pujada del Castell, 7                                                                                                | bé integrant del patrimoni cultural català | Casa Cases (Figueres)                                     | Modifica les dades a Wikidata |
|        | Casa Codina                                    | Figueres | casa         | Estil: arquitectura modernista                                                                 | 42° 15′ 52″ N, 2° 57′ 34″ E / 42.2644°N,2.95938°E ca:Vilafant, 51 | bé integrant del patrimoni cultural català | Casa Codina (Figueres)                                    | Modifica les dades a Wikidata |
|        | Casa Coma                                      | Figueres | casa         | Estil: arquitectura eclèctica                                                                  | 42° 16′ 01″ N, 2° 57′ 50″ E / 42.2669°N,2.96392°E | bé integrant del patrimoni cultural català | Casa Coma (Figueres)                                      | Modifica les dades a Wikidata |
|        | Casa Comet                                     | Figueres | casa         | Estil: noucentisme                                                                             | 42° 16′ 05″ N, 2° 57′ 43″ E / 42.268°N,2.96193°E ca:Peralada, 27 | bé integrant del patrimoni cultural català | Casa Comet (Figueres)                                     | Modifica les dades a Wikidata |
|        | Casa Cristau                                   | Figueres | casa         | Estil: historicisme arquitectònic                                                              | 42° 16′ 06″ N, 2° 57′ 46″ E / 42.2684°N,2.96277°E | bé integrant del patrimoni cultural català | Casa Cristau (Figueres)                                   | Modifica les dades a Wikidata |
|        | Casa Cruañas                                   | Figueres | casa         | Estil: arquitectura modernista                                                                 | 42° 16′ 00″ N, 2° 57′ 35″ E / 42.2667°N,2.95965°E ca:Pujada del Castell, 7                                                                                                | bé integrant del patrimoni cultural català | Casa Cruañas (Figueres)                                   | Modifica les dades a Wikidata |
|        | Casa Cusí                                      | Figueres | casa         | Arquitecte: Josep Azemar i Pont Estil: arquitectura modernista 1894                            | 42° 15′ 57″ N, 2° 57′ 36″ E / 42.2659°N,2.96°E ca:Rbla. Sara Jordà, 20 | bé integrant del patrimoni cultural català | Casa Cusí (Figueres)                                      | Modifica les dades a Wikidata |
|        | Casa Dolors Guardiola                          | Figueres | casa         | Estil: arquitectura popular                                                                    | 42° 16′ 04″ N, 2° 57′ 38″ E / 42.2679°N,2.96069°E | bé integrant del patrimoni cultural català | Casa Dolors Guardiola (Figueres)                          | Modifica les dades a Wikidata |
|        | Casa Esteve Parés                              | Figueres | casa         | Arquitecte: Joan Roca i Pinet Estil: arquitectura modernista 1918                              | 42° 16′ 02″ N, 2° 57′ 53″ E / 42.267136°N,2.964839°E ca:Carrer Concepció, 13                                                                                              |                                            |                                                           | Modifica les dades a Wikidata |
|        | Casa Eusebi Vidal                              | Figueres | casa         | Estil: arquitectura popular                                                                    | 42° 16′ 00″ N, 2° 58′ 01″ E / 42.266638888889°N,2.9668055555556°E ca:Carrer del Mar 7                                                                                     | bé integrant del patrimoni cultural català | Casa Eusebi Vidal (Figueres)                              | Modifica les dades a Wikidata |
|        | Casa Fages                                     | Figueres | casa         | Estil: arquitectura neoclàssica                                                                | 42° 16′ 00″ N, 2° 57′ 44″ E / 42.2668°N,2.9621°E | bé integrant del patrimoni cultural català | Casa Fages (Figueres)                                     | Modifica les dades a Wikidata |
|        | Casa Falgarona                                 | Figueres | casa         | Estil: arquitectura popular                                                                    | 42° 16′ 00″ N, 2° 57′ 39″ E / 42.2668°N,2.96075°E | bé integrant del patrimoni cultural català | Casa Falgarona (Figueres)                                 | Modifica les dades a Wikidata |
|        | Casa Falgueres                                 | Figueres | casa         | Estil: arquitectura eclèctica                                                                  | 42° 15′ 58″ N, 2° 57′ 33″ E / 42.266°N,2.95924°E | bé integrant del patrimoni cultural català | Casa Falgueres (Figueres)                                 | Modifica les dades a Wikidata |
|        | Casa Fita                                      | Figueres | casa         | Estil: noucentisme                                                                             | 42° 16′ 00″ N, 2° 57′ 54″ E / 42.2667°N,2.96508°E | bé integrant del patrimoni cultural català | Casa Fita (Figueres)                                      | Modifica les dades a Wikidata |
|        | Casa Fèlix Jaume                               | Figueres | casa         | Estil: noucentisme                                                                             | 42° 16′ 00″ N, 2° 57′ 48″ E / 42.2667°N,2.96341°E | bé integrant del patrimoni cultural català | Casa Fèlix Jaume (C. Nou, 57-59)                          | Modifica les dades a Wikidata |
|        | Casa Fèlix Jaume del carrer Caamaño            | Figueres | casa         | Estil: arquitectura popular                                                                    | 42° 16′ 00″ N, 2° 57′ 48″ E / 42.2667°N,2.96341°E | bé integrant del patrimoni cultural català | Casa Fèlix Jaume (C. Caamaño, 12)                         | Modifica les dades a Wikidata |
|        | Casa Galter Bassols                            | Figueres | casa         | Arquitecte: Raimon Duran i Reynals Estil: noucentisme                                          | 42° 15′ 53″ N, 2° 57′ 42″ E / 42.2646°N,2.96172°E ca:Sant Pau, 33 | bé cultural d'interès local                | Casa Galter Bassols (Figueres)                            | Modifica les dades a Wikidata |
|        | Casa Gardella                                  | Figueres | casa         | Estil: arquitectura modernista                                                                 | 42° 16′ 02″ N, 2° 57′ 38″ E / 42.2671°N,2.96049°E | bé integrant del patrimoni cultural català | Casa Gardella (Figueres)                                  | Modifica les dades a Wikidata |
|        | Casa Garre                                     | Figueres | casa         | Estil: arquitectura eclèctica                                                                  | 42° 16′ 02″ N, 2° 57′ 41″ E / 42.2671°N,2.96126°E | bé integrant del patrimoni cultural català | Casa Garre (Figueres)                                     | Modifica les dades a Wikidata |
|        | Casa Geli Vergés                               | Figueres | casa         | Arquitecte: Antonio Alcaide de la Fuente Llorenç Ros Costa Estil: arquitectura modernista 1922 | 42° 16′ 03″ N, 2° 58′ 00″ E / 42.2675°N,2.96672°E ca:carrer Pi i Margall, 26                                                                                              | bé integrant del patrimoni cultural català | Casa Geli Vergés (Figueres)                               | Modifica les dades a Wikidata |
|        | Casa Gou                                       | Figueres | casa         | Estil: noucentisme                                                                             | 42° 16′ 04″ N, 2° 57′ 44″ E / 42.2679°N,2.96219°E | bé integrant del patrimoni cultural català | Casa Gou (Figueres)                                       | Modifica les dades a Wikidata |
|        | Casa Grabuleda                                 | Figueres | casa         | Estil: arquitectura eclèctica                                                                  | 42° 16′ 09″ N, 2° 58′ 04″ E / 42.2691°N,2.96791°E | bé integrant del patrimoni cultural català | Casa Grabuleda (Figueres)                                 | Modifica les dades a Wikidata |
|        | Casa Guillamet                                 | Figueres | casa         | Arquitecte: Emili Blanch i Roig Estil: racionalisme arquitectònic                              | 42° 16′ 03″ N, 2° 57′ 47″ E / 42.2676°N,2.96313°E | bé integrant del patrimoni cultural català | Casa Guillamet (Figueres)                                 | Modifica les dades a Wikidata |
|        | Casa Ignasi de Bodallés                        | Figueres | casa         | Arquitecte: Sebastià Pi i Pi Estil: arquitectura modernista 1912                               | 42° 15′ 59″ N, 2° 57′ 31″ E / 42.26643°N,2.95868°E ca:Carrer Álvarez de Castro, 22                                                                                        |                                            |                                                           | Modifica les dades a Wikidata |
|        | Casa Isern                                     | Figueres | casa         | Estil: academicisme                                                                            | 42° 15′ 54″ N, 2° 58′ 02″ E / 42.2649°N,2.96712°E | bé integrant del patrimoni cultural català | Casa Isern (Figueres)                                     | Modifica les dades a Wikidata |
|        | Casa Jaume Gustà                               | Figueres | casa         | Arquitecte: No/unknown value Estil: arquitectura modernista 1926                               | 42° 15′ 58″ N, 2° 57′ 26″ E / 42.266°N,2.95717°E ca:carrer Mestre Falla / plaça del Sol                                                                                   | bé cultural d'interès local                | Casa Jaume Gustà (Figueres)                               | Modifica les dades a Wikidata |
|        | Casa Jiménez                                   | Figueres | casa         | Arquitecte: Josep Bori i Gensana Estil: arquitectura modernista 1907                           | 42° 16′ 02″ N, 2° 57′ 49″ E / 42.2673°N,2.96374°E ca:plaça de la Palmera, 1                                                                                               | bé integrant del patrimoni cultural català | Casa Jiménez (Figueres)                                   | Modifica les dades a Wikidata |
|        | Casa Joan Font i Paulí                         | Figueres | casa         | Estil: noucentisme                                                                             | 42° 15′ 58″ N, 2° 57′ 35″ E / 42.2661°N,2.95971°E | bé integrant del patrimoni cultural català | Casa Joan Font i Paulí (Figueres)                         | Modifica les dades a Wikidata |
|        | Casa Joaquina Moncanut                         | Figueres | casa         | Estil: arquitectura modernista                                                                 | 42° 15′ 59″ N, 2° 57′ 31″ E / 42.2664°N,2.95868°E | bé integrant del patrimoni cultural català | Casa Joaquina Moncanut (Figueres)                         | Modifica les dades a Wikidata |
|        | Casa Joieria Carbonell                         | Figueres | casa         | Estil: arquitectura popular                                                                    | 42° 16′ 00″ N, 2° 57′ 39″ E / 42.2667°N,2.96082°E | bé integrant del patrimoni cultural català | Casa Joieria Carbonell (Figueres)                         | Modifica les dades a Wikidata |
|        | Casa Josep Amiel                               | Figueres | casa         | Estil: arquitectura popular                                                                    | 42° 15′ 45″ N, 2° 57′ 28″ E / 42.2625°N,2.95786°E | bé integrant del patrimoni cultural català | Casa Josep Amiel                                          | Modifica les dades a Wikidata |
|        | Casa Jou                                       | Figueres | casa         | Estil: arquitectura modernista                                                                 | 42° 16′ 00″ N, 2° 57′ 55″ E / 42.2666°N,2.96534°E | bé integrant del patrimoni cultural català | Casa Jou (Figueres)                                       | Modifica les dades a Wikidata |
|        | Casa Juclà                                     | Figueres | casa         | Estil: arquitectura modernista                                                                 | 42° 15′ 59″ N, 2° 57′ 45″ E / 42.2663°N,2.96255°E ca:Nou, 5 | bé integrant del patrimoni cultural català | Casa Juclà (Figueres)                                     | Modifica les dades a Wikidata |
|        | Casa Juez                                      | Figueres | casa         | Arquitecte: Ricard Giralt i Casadesús Estil: noucentisme                                       | 42° 16′ 03″ N, 2° 58′ 03″ E / 42.2676°N,2.96749°E ca:carrer Colom, 24 | bé integrant del patrimoni cultural català | Casa Juez (Figueres)                                      | Modifica les dades a Wikidata |
|        | Casa Junyent                                   | Figueres | casa         | Estil: arquitectura modernista 1898                                                            | 42° 16′ 00″ N, 2° 57′ 41″ E / 42.2666°N,2.96129°E ca:Rambla, 6 | bé integrant del patrimoni cultural català | Casa Junyent (Figueres)                                   | Modifica les dades a Wikidata |
|        | Casa Llobet                                    | Figueres | casa         | Estil: arquitectura modernista                                                                 | 42° 16′ 00″ N, 2° 57′ 41″ E / 42.2668°N,2.96146°E | bé integrant del patrimoni cultural català | Casa Llobet (Figueres)                                    | Modifica les dades a Wikidata |
|        | Casa Macau                                     | Figueres | casa         | Estil: arquitectura modernista                                                                 | 42° 15′ 59″ N, 2° 58′ 06″ E / 42.2663°N,2.96824°E ca:Av. Vilallonga, 36                                                                                                   | bé integrant del patrimoni cultural català | Casa Macau (Figueres)                                     | Modifica les dades a Wikidata |
|        | Casa Maria Pagès                               | Figueres | casa         | Estil: noucentisme                                                                             | 42° 15′ 54″ N, 2° 57′ 48″ E / 42.2649°N,2.96335°E | bé integrant del patrimoni cultural català | Casa Maria Pagès (Figueres)                               | Modifica les dades a Wikidata |
|        | Casa Maria Puig                                | Figueres | casa         | Estil: noucentisme                                                                             | 42° 16′ 01″ N, 2° 58′ 04″ E / 42.2669°N,2.96776°E | bé integrant del patrimoni cultural català | Casa Maria Puig (Figueres)                                | Modifica les dades a Wikidata |
|        | Casa Martori                                   | Figueres | casa         | Estil: arquitectura eclèctica                                                                  | 42° 15′ 56″ N, 2° 57′ 41″ E / 42.2655°N,2.96149°E | bé cultural d'interès local                | Casa Martori (Figueres)                                   | Modifica les dades a Wikidata |
|        | Casa Mas Roger                                 | Figueres | casa         | Arquitecte: Josep Azemar i Pont Estil: arquitectura modernista                                 | 42° 16′ 02″ N, 2° 57′ 49″ E / 42.2671°N,2.96372°E ca:Monturiol, 10 | bé integrant del patrimoni cultural català | Casa Mas Roger (Figueres)                                 | Modifica les dades a Wikidata |
|        | Casa Masdevall                                 | Figueres | casa         | Estil: noucentisme                                                                             | 42° 16′ 03″ N, 2° 57′ 39″ E / 42.2676°N,2.96089°E | bé integrant del patrimoni cultural català | Casa Masdevall (Figueres)                                 | Modifica les dades a Wikidata |
|        | Casa Matas                                     | Figueres | casa         | Estil: arquitectura popular                                                                    | 42° 16′ 01″ N, 2° 57′ 35″ E / 42.267°N,2.95976°E ca:Magre, 1 | bé integrant del patrimoni cultural català | Casa Matas (Figueres)                                     | Modifica les dades a Wikidata |
|        | Casa Melis                                     | Figueres | casa         | Estil: arquitectura modernista                                                                 | 42° 15′ 52″ N, 2° 57′ 34″ E / 42.2645°N,2.95938°E ca:Vilafant, 49 | bé integrant del patrimoni cultural català | Casa Melis (Figueres)                                     | Modifica les dades a Wikidata |
|        | Casa Moner                                     | Figueres | casa         | Estil: arquitectura modernista                                                                 | 42° 16′ 01″ N, 2° 57′ 46″ E / 42.2669°N,2.96282°E | bé integrant del patrimoni cultural català | Casa Moner (Figueres)                                     | Modifica les dades a Wikidata |
|        | Casa Monfort I                                 | Figueres | casa         | Estil: noucentisme                                                                             | 42° 16′ 06″ N, 2° 57′ 38″ E / 42.2683°N,2.96042°E | bé integrant del patrimoni cultural català | Casa Monfort I (Figueres)                                 | Modifica les dades a Wikidata |
|        | Casa Monfort II                                | Figueres | casa         | Estil: noucentisme                                                                             | 42° 16′ 08″ N, 2° 57′ 36″ E / 42.2688°N,2.95993°E | bé integrant del patrimoni cultural català | Casa Monfort II (Figueres)                                | Modifica les dades a Wikidata |
|        | Casa Monturiol Porret                          | Figueres | casa         | Estil: noucentisme                                                                             | 42° 16′ 00″ N, 2° 57′ 44″ E / 42.2668°N,2.96235°E ca:Monturiol, 5 | bé integrant del patrimoni cultural català | Casa Monturiol Porret (Figueres)                          | Modifica les dades a Wikidata |
|        | Casa Moradell                                  | Figueres | casa         | Arquitecte: Joan Roca i Pinet Estil: arquitectura eclèctica 1915                               | 42° 15′ 42″ N, 2° 57′ 56″ E / 42.2618°N,2.96553°E ca:carrer de Sant Pau, 34                                                                                               | bé integrant del patrimoni cultural català | Casa Moradell (Figueres)                                  | Modifica les dades a Wikidata |
|        | Casa Nebot                                     | Figueres | casa         | Estil: arquitectura modernista                                                                 | 42° 15′ 59″ N, 2° 57′ 33″ E / 42.2664°N,2.95919°E | bé integrant del patrimoni cultural català | Casa Nebot (Figueres)                                     | Modifica les dades a Wikidata |
|        | Casa Nouviles                                  | Figueres | casa         | Estil: arquitectura eclèctica                                                                  | 42° 15′ 48″ N, 2° 57′ 54″ E / 42.2634°N,2.96512°E | bé cultural d'interès local                | Casa Nouviles (Figueres)                                  | Modifica les dades a Wikidata |
|        | Casa Parés                                     | Figueres | casa         | Estil: arquitectura popular                                                                    | 42° 15′ 59″ N, 2° 57′ 45″ E / 42.2663°N,2.96247°E | bé integrant del patrimoni cultural català | Casa Parés (Figueres)                                     | Modifica les dades a Wikidata |
|        | Casa Pou                                       | Figueres | casa         | Estil: arquitectura eclèctica                                                                  | 42° 15′ 48″ N, 2° 57′ 43″ E / 42.2633°N,2.96192°E | bé integrant del patrimoni cultural català | Casa Pou (carrer Sant Pau, 48, de Figueres)               | Modifica les dades a Wikidata |
|        | Casa Pou del carrer Barceloneta                | Figueres | casa         | Estil: arquitectura popular                                                                    | 42° 16′ 09″ N, 2° 57′ 41″ E / 42.2691°N,2.9613°E | bé integrant del patrimoni cultural català | Casa Pou (carrer Barceloneta, 8, de Figueres)             | Modifica les dades a Wikidata |
|        | Casa Puig Soler                                | Figueres | casa         | Estil: arquitectura modernista                                                                 | 42° 15′ 58″ N, 2° 57′ 40″ E / 42.2661°N,2.96105°E ca:Sant Pau, 2 / Rambla                                                                                                 | bé integrant del patrimoni cultural català | Casa Puig Soler (Figueres)                                | Modifica les dades a Wikidata |
|        | Casa Puig i París                              | Figueres | casa         | Arquitecte: Josep Azemar i Pont Estil: arquitectura modernista                                 | 42° 16′ 01″ N, 2° 57′ 41″ E / 42.266968°N,2.961377°E ca:Carrer Girona 11 (antic 9)                                                                                        | bé integrant del patrimoni cultural català | Casa Puig i París (Figueres)                              | Modifica les dades a Wikidata |
|        | Casa Puig i París                              | Figueres | casa         | Estil: arquitectura popular                                                                    | 42° 16′ 01″ N, 2° 57′ 41″ E / 42.266945°N,2.961375°E ca:C.Girona, 13 | bé integrant del patrimoni cultural català |                                                           | Modifica les dades a Wikidata |
|        | Casa Pujol                                     | Figueres | casa         | Estil: noucentisme                                                                             | 42° 15′ 46″ N, 2° 57′ 44″ E / 42.2629°N,2.9621°E | bé integrant del patrimoni cultural català | Casa Pujol (Figueres)                                     | Modifica les dades a Wikidata |
|        | Casa Rafel Molins                              | Figueres | casa         | Estil: arquitectura neoclàssica Romanticisme                                                   | 42° 15′ 54″ N, 2° 57′ 34″ E / 42.265°N,2.95938°E | bé integrant del patrimoni cultural català | Casa Rafel Molins (Figueres)                              | Modifica les dades a Wikidata |
|        | Casa Reig                                      | Figueres | casa edifici | Arquitecte: Emili Blanch i Roig Estil: racionalisme arquitectònic                              | 42° 16′ 00″ N, 2° 57′ 56″ E / 42.2666°N,2.96552°E ca:plaça del Gra 3, 17600 Figueres ca:carrer Concepció, 17600 Figueres ca:carrer Sant Francesc de Paula, 17600 Figueres | bé integrant del patrimoni cultural català | Casa Reig (Figueres)                                      | Modifica les dades a Wikidata |
|        | Casa Ribot                                     | Figueres | casa         | Arquitecte: Josep Azemar i Pont Estil: arquitectura modernista 1901                            | 42° 16′ 00″ N, 2° 57′ 39″ E / 42.2668°N,2.9609°E ca:Carrer Portella, 7 | bé integrant del patrimoni cultural català | Casa Ribot (Figueres)                                     | Modifica les dades a Wikidata |
|        | Casa Roda                                      | Figueres | casa         | Estil: arquitectura modernista                                                                 | 42° 15′ 54″ N, 2° 58′ 01″ E / 42.2651°N,2.9669°E | bé integrant del patrimoni cultural català | Casa Hejme (Figueres)                                     | Modifica les dades a Wikidata |
|        | Casa Rodeja                                    | Figueres | casa         | Estil: arquitectura eclèctica                                                                  | 42° 16′ 03″ N, 2° 57′ 32″ E / 42.2674°N,2.95894°E | bé integrant del patrimoni cultural català | Casa Rodeja (Figueres)                                    | Modifica les dades a Wikidata |
|        | Casa Romaguera                                 | Figueres | casa         | Estil: arquitectura neoclàssica                                                                | 42° 16′ 06″ N, 2° 57′ 36″ E / 42.2683°N,2.96013°E ca:Jonquera, 11 | bé integrant del patrimoni cultural català | Casa Romaguera (Figueres)                                 | Modifica les dades a Wikidata |
|        | Casa Romà                                      | Figueres | casa         | Estil: Romanticisme                                                                            | 42° 16′ 07″ N, 2° 57′ 47″ E / 42.2687°N,2.9631°E ca:Peralada, 48 | bé integrant del patrimoni cultural català | Casa Romà (Figueres)                                      | Modifica les dades a Wikidata |
|        | Casa Salleres                                  | Figueres | casa         | Estil: arquitectura modernista                                                                 | 42° 15′ 59″ N, 2° 57′ 35″ E / 42.2663°N,2.9598°E ca:Rambla, 16 | bé integrant del patrimoni cultural català | Casa Salleres (Figueres)                                  | Modifica les dades a Wikidata |
|        | Casa Sans Roca                                 | Figueres | casa         | Estil: arquitectura popular                                                                    | 42° 16′ 02″ N, 2° 57′ 43″ E / 42.2673°N,2.96182°E | bé integrant del patrimoni cultural català | Casa Sans Roca (Figueres)                                 | Modifica les dades a Wikidata |
|        | Casa Solanes                                   | Figueres | casa         | Estil: noucentisme                                                                             | 42° 15′ 39″ N, 2° 57′ 42″ E / 42.2608°N,2.96158°E | bé integrant del patrimoni cultural català | Casa Solanes (Figueres)                                   | Modifica les dades a Wikidata |
|        | Casa Solé                                      | Figueres | casa         | Estil: noucentisme                                                                             | 42° 16′ 03″ N, 2° 58′ 05″ E / 42.2674°N,2.96813°E | bé integrant del patrimoni cultural català | Casa Solé (Figueres)                                      | Modifica les dades a Wikidata |
|        | Casa Vidal Figueras                            | Figueres | casa         | Estil: racionalisme arquitectònic                                                              | 42° 15′ 57″ N, 2° 57′ 35″ E / 42.2658°N,2.95966°E | bé integrant del patrimoni cultural català | Casa Vidal (Figueres)                                     | Modifica les dades a Wikidata |
|        | Casa Vila Moner                                | Figueres | casa         | Estil: arquitectura popular                                                                    | 42° 15′ 57″ N, 2° 57′ 46″ E / 42.2658°N,2.96287°E | bé integrant del patrimoni cultural català | Casa Vila Moner (Figueres)                                | Modifica les dades a Wikidata |
|        | Casa Vives                                     | Figueres | casa         | Estil: arquitectura modernista modernisme català                                               | 42° 16′ 05″ N, 2° 57′ 40″ E / 42.268085°N,2.961194°E | bé integrant del patrimoni cultural català | Casa Vives (Figueres)                                     | Modifica les dades a Wikidata |
|        | Casa Vídua Salleres                            | Figueres | casa         | Estil: arquitectura eclèctica                                                                  | 42° 15′ 56″ N, 2° 57′ 48″ E / 42.2655°N,2.96343°E | bé integrant del patrimoni cultural català | Casa Vídua Salleres (Figueres)                            | Modifica les dades a Wikidata |
|        | Casa a Palol de Vilatenim                      | Figueres | casa         | Estil: arquitectura popular                                                                    | 42° 16′ 18″ N, 3° 00′ 56″ E / 42.2718°N,3.01566°E | bé integrant del patrimoni cultural català | Casa a Palol de Vilatenim (Figueres)                      | Modifica les dades a Wikidata |
|        | Casa a la Rambla, 23                           | Figueres | casa         | Estil: arquitectura popular                                                                    | 42° 15′ 58″ N, 2° 57′ 39″ E / 42.266049°N,2.960735°E | bé integrant del patrimoni cultural català | Casa a la Rambla, 23 (Figueres)                           | Modifica les dades a Wikidata |
|        | Casa a la Rambla, 28                           | Figueres | casa         |                                                                                                | 42° 15′ 58″ N, 2° 57′ 41″ E / 42.26614°N,2.961365°E | bé cultural d'interès local                | Casa a la Rambla, 28 (Figueres)                           | Modifica les dades a Wikidata |
|        | Casa a la pujada del Castell, 41               | Figueres | casa         | Estil: arquitectura eclèctica                                                                  | 42° 16′ 05″ N, 2° 57′ 32″ E / 42.268°N,2.95875°E | bé integrant del patrimoni cultural català | Casa a la pujada del Castell, 41 (Figueres)               | Modifica les dades a Wikidata |
|        | Casa a la via Emporitana                       | Figueres | casa         | Estil: noucentisme                                                                             | 42° 15′ 46″ N, 2° 57′ 26″ E / 42.262891°N,2.957239°E | bé integrant del patrimoni cultural català | Casa a la via Emporitana, 8 (Figueres)                    | Modifica les dades a Wikidata |
|        | Grup d'habitatges Poeta Marquina               | Figueres | casa         |                                                                                                | 42° 15′ 55″ N, 2° 57′ 19″ E / 42.2652°N,2.95528°E | bé integrant del patrimoni cultural català | Pisos Sindicals (Figueres)                                | Modifica les dades a Wikidata |
|        | Torre Blava                                    | Figueres | casa         | Estil: modernisme català arquitectura modernista                                               | 42° 15′ 41″ N, 2° 57′ 34″ E / 42.2615°N,2.95947°E | bé cultural d'interès local                | Torre Blava (Figueres)                                    | Modifica les dades a Wikidata |
|        | Torre de Sant Pau de la Calçada                | Figueres | casa         | Estil: historicisme arquitectònic                                                              | 42° 14′ 57″ N, 2° 58′ 29″ E / 42.2492°N,2.97471°E Sant Pau de la Calçada                                                                                                  | bé cultural d'interès local                | Torre de Sant Pau de la Calçada (Figueres)                | Modifica les dades a Wikidata |
|        | Villa Ramona                                   | Figueres | casa         | Estil: arquitectura popular                                                                    | 42° 16′ 07″ N, 2° 58′ 05″ E / 42.2686°N,2.96806°E | bé integrant del patrimoni cultural català | Villa Ramona (Figueres)                                   | Modifica les dades a Wikidata |
|        | casa al Carrer Sant Cristòfol, 12              | Figueres | casa         | Estil: arquitectura popular                                                                    | 42° 16′ 01″ N, 2° 57′ 52″ E / 42.2669°N,2.9644°E | bé integrant del patrimoni cultural català | Casa al carrer Sant Cristòfol, 12                         | Modifica les dades a Wikidata |
|        | casa al carrer Besalú, 9                       | Figueres | casa         | Estil: arquitectura popular                                                                    | 42° 16′ 01″ N, 2° 57′ 37″ E / 42.267°N,2.96021°E | bé integrant del patrimoni cultural català | Casa al carrer Besalú, 9 (Figueres)                       | Modifica les dades a Wikidata |
|        | casa al carrer Clerch i Nicolau, 16            | Figueres | casa         | Estil: noucentisme                                                                             | 42° 15′ 50″ N, 2° 57′ 57″ E / 42.2638°N,2.96571°E | bé integrant del patrimoni cultural català | Conjunt de cases del carrer Clerch i Nicolau (Figueres)   | Modifica les dades a Wikidata |
|        | casa al carrer Col·legi, 27                    | Figueres | casa         | Estil: noucentisme                                                                             | 42° 15′ 50″ N, 2° 57′ 36″ E / 42.263766°N,2.959984°E | bé cultural d'interès local                | Casa al carrer Col·legi, 27 (Figueres)                    | Modifica les dades a Wikidata |
|        | casa al carrer Forn Baix, 3                    | Figueres | casa         | Estil: arquitectura popular                                                                    | 42° 16′ 03″ N, 2° 57′ 42″ E / 42.2676°N,2.9616°E | bé integrant del patrimoni cultural català | Casa al carrer Forn Baix, 3 (Figueres)                    | Modifica les dades a Wikidata |
|        | casa al carrer Germanes Massanet, 10           | Figueres | casa         | Estil: arquitectura popular                                                                    | 42° 16′ 03″ N, 2° 57′ 43″ E / 42.2674°N,2.96205°E | bé integrant del patrimoni cultural català | Casa al carrer Germanes Massanet, 10 (Figueres)           | Modifica les dades a Wikidata |
|        | casa al carrer Girona, 2                       | Figueres | casa         | Estil: arquitectura eclèctica                                                                  | 42° 16′ 02″ N, 2° 57′ 40″ E / 42.26713°N,2.961013°E | bé integrant del patrimoni cultural català | Casa al carrer Girona, 2 (Figueres)                       | Modifica les dades a Wikidata |
|        | casa al carrer Girona, 21                      | Figueres | casa         | Estil: arquitectura popular                                                                    | 42° 16′ 01″ N, 2° 57′ 41″ E / 42.266932°N,2.961431°E | bé integrant del patrimoni cultural català | Casa al carrer Girona, 21 (Figueres)                      | Modifica les dades a Wikidata |
|        | casa al carrer Girona, 30                      | Figueres | casa         |                                                                                                | 42° 16′ 00″ N, 2° 57′ 41″ E / 42.26668°N,2.961462°E | bé integrant del patrimoni cultural català | Casa al carrer Girona, 30 (Figueres)                      | Modifica les dades a Wikidata |
|        | casa al carrer González de Soto, 41            | Figueres | casa         | Estil: noucentisme                                                                             | 42° 15′ 45″ N, 2° 57′ 33″ E / 42.2626°N,2.95918°E | bé integrant del patrimoni cultural català | Casa al carrer González de Soto, 41 (Figueres)            | Modifica les dades a Wikidata |
|        | casa al carrer Hortes, 27                      | Figueres | casa         | Estil: arquitectura popular                                                                    | 42° 16′ 12″ N, 2° 57′ 58″ E / 42.27°N,2.9661°E | bé integrant del patrimoni cultural català | Conjunt de cases al carrer Hortes (Figueres)              | Modifica les dades a Wikidata |
|        | casa al carrer Joan Maragall, 3                | Figueres | casa         | Estil: arquitectura eclèctica                                                                  | 42° 16′ 02″ N, 2° 57′ 41″ E / 42.26713°N,2.961498°E | bé integrant del patrimoni cultural català | Casa al carrer Joan Maragall, 3 (Figueres)                | Modifica les dades a Wikidata |
|        | casa al carrer Joan Maragall, 4                | Figueres | casa         | Estil: arquitectura eclèctica                                                                  | 42° 16′ 01″ N, 2° 57′ 42″ E / 42.267063°N,2.961553°E | bé integrant del patrimoni cultural català | Casa al carrer Joan Maragall, 4 (Figueres)                | Modifica les dades a Wikidata |
|        | casa al carrer Moreria, 12                     | Figueres | casa         |                                                                                                | 42° 16′ 02″ N, 2° 57′ 46″ E / 42.26718°N,2.962783°E | bé integrant del patrimoni cultural català | Casa al carrer Moreria, 12 (Figueres)                     | Modifica les dades a Wikidata |
|        | casa al carrer Moreria, 14                     | Figueres | casa         | Estil: noucentisme                                                                             | 42° 16′ 02″ N, 2° 57′ 46″ E / 42.267248°N,2.962868°E | bé integrant del patrimoni cultural català | Casa al carrer Moreria, 14 (Figueres)                     | Modifica les dades a Wikidata |
|        | casa al carrer Moreria, 6                      | Figueres | casa         | Estil: arquitectura eclèctica                                                                  | 42° 16′ 01″ N, 2° 57′ 45″ E / 42.267072°N,2.962432°E | bé integrant del patrimoni cultural català | Casa al carrer Moreria, 6 (Figueres)                      | Modifica les dades a Wikidata |
|        | casa al carrer Muralla, 17                     | Figueres | casa         | Estil: arquitectura popular                                                                    | 42° 16′ 07″ N, 2° 57′ 43″ E / 42.268576°N,2.962061°E | bé integrant del patrimoni cultural català | Casa al carrer Muralla, 17 (Figueres)                     | Modifica les dades a Wikidata |
|        | casa al carrer Muralla, 23                     | Figueres | casa         | Estil: arquitectura eclèctica                                                                  | 42° 16′ 06″ N, 2° 57′ 45″ E / 42.268405°N,2.962492°E | bé integrant del patrimoni cultural català | Casa al carrer Muralla, 23 (Figueres)                     | Modifica les dades a Wikidata |
|        | casa al carrer Nou, 33                         | Figueres | casa         | Estil: arquitectura modernista                                                                 | 42° 15′ 55″ N, 2° 57′ 49″ E / 42.265217°N,2.963536°E ca:Carrer Nou, 33 | bé integrant del patrimoni cultural català | Casa al carrer Nou, 33 (Figueres)                         | Modifica les dades a Wikidata |
|        | casa al carrer Olot, 4                         | Figueres | casa         | Estil: historicisme arquitectònic                                                              | 42° 15′ 56″ N, 2° 57′ 31″ E / 42.2655°N,2.95852°E | bé integrant del patrimoni cultural català | Casa al carrer Olot, 4 (Figueres)                         | Modifica les dades a Wikidata |
|        | casa al carrer Peralada, 3                     | Figueres | casa         | Estil: noucentisme                                                                             | 42° 16′ 03″ N, 2° 57′ 39″ E / 42.267594°N,2.960879°E | bé integrant del patrimoni cultural català | Casa al carrer Peralada, 3 (Figueres)                     | Modifica les dades a Wikidata |
|        | casa al carrer Peralada, 4                     | Figueres | casa         | Estil: arquitectura popular                                                                    | 42° 16′ 03″ N, 2° 57′ 40″ E / 42.267495°N,2.961067°E | bé integrant del patrimoni cultural català | Casa al carrer Peralada, 4 (Figueres)                     | Modifica les dades a Wikidata |
|        | casa al carrer Peralada, 65                    | Figueres | casa         | Estil: arquitectura eclèctica                                                                  | 42° 16′ 09″ N, 2° 57′ 48″ E / 42.269153°N,2.963219°E | bé integrant del patrimoni cultural català | Casa al carrer Peralada, 65 (Figueres)                    | Modifica les dades a Wikidata |
|        | casa al carrer Peralada, 66                    | Figueres | casa         | Estil: noucentisme                                                                             | 42° 16′ 08″ N, 2° 57′ 48″ E / 42.269022°N,2.963425°E | bé integrant del patrimoni cultural català | Casa al carrer Peralada, 66 (Figueres)                    | Modifica les dades a Wikidata |
|        | casa al carrer Pere III, 47                    | Figueres | casa         | Estil: noucentisme                                                                             | 42° 15′ 43″ N, 2° 57′ 37″ E / 42.2619°N,2.96019°E | bé integrant del patrimoni cultural català | Casa al carrer Pere III, 47 (Figueres)                    | Modifica les dades a Wikidata |
|        | casa al carrer Pilar, 3                        | Figueres | casa         | Estil: arquitectura popular                                                                    | 42° 16′ 06″ N, 2° 57′ 43″ E / 42.2683°N,2.96202°E | bé integrant del patrimoni cultural català | Casa al carrer Pilar, 3 (Figueres)                        | Modifica les dades a Wikidata |
|        | casa al carrer Portella, 5                     | Figueres | casa         | Estil: arquitectura eclèctica                                                                  | 42° 16′ 01″ N, 2° 57′ 39″ E / 42.266981°N,2.960874°E | bé integrant del patrimoni cultural català | Casa al carrer Portella, 5 (Figueres)                     | Modifica les dades a Wikidata |
|        | casa al carrer Portella, 9                     | Figueres | casa         | Estil: arquitectura eclèctica                                                                  | 42° 16′ 01″ N, 2° 57′ 39″ E / 42.266968°N,2.960771°E | bé integrant del patrimoni cultural català | Casa al carrer Portella, 9 (Figueres)                     | Modifica les dades a Wikidata |
|        | casa al carrer Primfilat                       | Figueres | casa         | Estil: arquitectura popular                                                                    | 42° 16′ 03″ N, 2° 57′ 45″ E / 42.2675°N,2.96244°E | bé integrant del patrimoni cultural català | Casa al carrer Primfilat (Figueres)                       | Modifica les dades a Wikidata |
|        | casa al carrer Príncep, 4                      | Figueres | casa         | Estil: arquitectura eclèctica                                                                  | 42° 15′ 54″ N, 2° 57′ 33″ E / 42.265°N,2.95914°E | bé integrant del patrimoni cultural català | Casa al carrer Príncep, 4 (Figueres)                      | Modifica les dades a Wikidata |
|        | casa al carrer Sant Domènec, 3                 | Figueres | casa         | Estil: arquitectura popular                                                                    | 42° 16′ 05″ N, 2° 57′ 42″ E / 42.268°N,2.96167°E | bé integrant del patrimoni cultural català | Casa al carrer Sant Domènec, 3 (Figueres)                 | Modifica les dades a Wikidata |
|        | casa al carrer Sant Josep, 3                   | Figueres | casa         | Estil: arquitectura eclèctica                                                                  | 42° 15′ 55″ N, 2° 57′ 40″ E / 42.2654°N,2.96117°E | bé integrant del patrimoni cultural català | Casa al carrer Sant Josep, 3 (Figueres)                   | Modifica les dades a Wikidata |
|        | casa al carrer Sant Llàtzer, 12                | Figueres | casa         | Estil: noucentisme                                                                             | 42° 15′ 52″ N, 2° 57′ 47″ E / 42.264388°N,2.963064°E | bé integrant del patrimoni cultural català | Casa al carrer Sant Llàtzer, 12 (Figueres)                | Modifica les dades a Wikidata |
|        | casa al carrer Sant Pau, 34                    | Figueres | casa         | Estil: arquitectura modernista                                                                 | 42° 15′ 53″ N, 2° 57′ 42″ E / 42.264631°N,2.96156°E ca:Carrer Sant Pau, 34                                                                                                | bé cultural d'interès local                | Casa al carrer Sant Pau, 34 (Figueres)                    | Modifica les dades a Wikidata |
|        | casa al carrer Sant Pau, 77                    | Figueres | casa         | Estil: historicisme arquitectònic                                                              | 42° 15′ 41″ N, 2° 57′ 46″ E / 42.261511°N,2.962744°E | bé integrant del patrimoni cultural català | Casa al carrer Sant Pau, 77 (Figueres)                    | Modifica les dades a Wikidata |
|        | casa al carrer Sant Vicenç, 3                  | Figueres | casa         | Estil: arquitectura eclèctica                                                                  | 42° 15′ 54″ N, 2° 57′ 40″ E / 42.265°N,2.96114°E | bé integrant del patrimoni cultural català | Casa al carrer Sant Vicenç, 3 (Figueres)                  | Modifica les dades a Wikidata |
|        | casa al carrer Tapis, 58                       | Figueres | casa         | Estil: historicisme arquitectònic                                                              | 42° 16′ 17″ N, 2° 57′ 56″ E / 42.271297°N,2.965534°E | bé integrant del patrimoni cultural català | Casa al carrer Tapis, 58 (Figueres)                       | Modifica les dades a Wikidata |
|        | casa al carrer de la Muralla, 5                | Figueres | casa         | Estil: arquitectura popular Estat: enderrocat o destruït                                       | 42° 16′ 07″ N, 2° 57′ 39″ E / 42.2686°N,2.96073°E | bé integrant del patrimoni cultural català |                                                           | Modifica les dades a Wikidata |
|        | edifici a l'avinguda Salvador Dalí, 116        | Figueres | casa         | Estil: arquitectura eclèctica                                                                  | 42° 15′ 58″ N, 2° 57′ 30″ E / 42.2662°N,2.95829°E | bé integrant del patrimoni cultural català | Edifici a l'avinguda Salvador Dalí, 116 (Figueres)        | Modifica les dades a Wikidata |
|        | edifici a la plaça Josep Pla                   | Figueres | casa         | Estil: arquitectura eclèctica Anomenat per: Josep Pla i Casadevall                             | 42° 15′ 58″ N, 2° 57′ 42″ E / 42.2661°N,2.96161°E | bé integrant del patrimoni cultural català | Edifici a la plaça Josep Pla (Figueres)                   | Modifica les dades a Wikidata |
|        | edifici al carrer Lasauca, 30                  | Figueres | casa         | Estil: arquitectura popular                                                                    | 42° 15′ 57″ N, 2° 57′ 30″ E / 42.2657°N,2.95841°E | bé integrant del patrimoni cultural català | Edifici al carrer Lasauca, 30 (Figueres)                  | Modifica les dades a Wikidata |
|        | edifici al carrer Pep Ventura, 29              | Figueres | casa         | Estil: arquitectura eclèctica                                                                  | 42° 16′ 00″ N, 2° 57′ 30″ E / 42.266683°N,2.958267°E | bé integrant del patrimoni cultural català | Edifici al carrer Pep Ventura, 29 (Figueres)              | Modifica les dades a Wikidata |
|        | habitatge a la rambla Sara Jordà, 11           | Figueres | casa         | Estil: noucentisme                                                                             | 42° 16′ 00″ N, 2° 57′ 37″ E / 42.266621°N,2.960365°E | bé integrant del patrimoni cultural català | Habitatge a la rambla Sara Jordà, 11 (Figueres)           | Modifica les dades a Wikidata |
|        | habitatge a la via Emporitana, 21              | Figueres | casa         | Estil: arquitectura modernista                                                                 | 42° 15′ 45″ N, 2° 57′ 26″ E / 42.262382°N,2.9571°E ca:Via Emporitana, 21 (antic 23)                                                                                       | bé integrant del patrimoni cultural català | Habitatge a la via Emporitana, 21 (Figueres)              | Modifica les dades a Wikidata |
|        | habitatge al carrer Nou, 154                   | Figueres | casa         |                                                                                                | 42° 15′ 38″ N, 2° 57′ 59″ E / 42.260575°N,2.966297°E | bé integrant del patrimoni cultural català | Habitatge al carrer Nou, 154 (Figueres)                   | Modifica les dades a Wikidata |
|        | habitatge al carrer Nou, 58                    | Figueres | casa         | Estil: arquitectura eclèctica                                                                  | 42° 15′ 52″ N, 2° 57′ 50″ E / 42.264312°N,2.963843°E | bé integrant del patrimoni cultural català | Habitatge al carrer Nou, 58 (Figueres)                    | Modifica les dades a Wikidata |
|        | habitatge al carrer Pi i Margall, 24           | Figueres | casa         | Estil: arquitectura eclèctica                                                                  | 42° 16′ 03″ N, 2° 57′ 59″ E / 42.267442°N,2.966336°E | bé integrant del patrimoni cultural català | Habitatge al carrer Pi i Margall, 24 (Figueres)           | Modifica les dades a Wikidata |
|        | habitatge al carrer Sant Josep Sol d'Isern, 20 | Figueres | casa         | Estil: arquitectura eclèctica                                                                  | 42° 16′ 06″ N, 2° 57′ 47″ E / 42.2684°N,2.96292°E | bé integrant del patrimoni cultural català | Habitatge al carrer Sant Josep Sol d'Isern, 20 (Figueres) | Modifica les dades a Wikidata |
|        | habitatge al carrer Sant Pau, 23               | Figueres | casa         | Estil: arquitectura popular                                                                    | 42° 15′ 55″ N, 2° 57′ 42″ E / 42.265153°N,2.961663°E | bé cultural d'interès local                | Habitatge al carrer Sant Pau, 23                          | Modifica les dades a Wikidata |
|        | habitatge al carrer Santa Llogaia, 40          | Figueres | casa         | Estil: noucentisme                                                                             | 42° 15′ 41″ N, 2° 57′ 39″ E / 42.2614°N,2.96093°E | bé integrant del patrimoni cultural català | Habitatge al carrer Santa Llogaia, 40 (Figueres)          | Modifica les dades a Wikidata |

## convent
| imatge | Nom                                     | Ubicat a | instància de    | Detalls                        | coordenades                                       | Protecció                   | Commons (més fotos)                                | Dades a WD                    |
| ------ | --------------------------------------- | -------- | --------------- | ------------------------------ | ------------------------------------------------- | --------------------------- | -------------------------------------------------- | ----------------------------- |
|        | Convent de les Religioses de Sant Josep | Figueres | convent edifici | Estil: arquitectura modernista | 42° 16′ 06″ N, 2° 57′ 48″ E / 42.2682°N,2.96331°E | bé cultural d'interès local | Convent de les Religioses de Sant Josep (Figueres) | Modifica les dades a Wikidata |
|        | Convent dels Caputxins de Figueres      | Figueres | convent         | Estil: barroc                  | 42° 16′ 14″ N, 2° 57′ 48″ E / 42.2705°N,2.96341°E | bé cultural d'interès local | Convent dels Caputxins (Figueres)                  | Modifica les dades a Wikidata |
|        | Santa Maria de Jesús                    | Figueres | convent         |                                |                                                   |                             |                                                    | Modifica les dades a Wikidata |

## edifici
| imatge | Nom                                                                      | Ubicat a | instància de                              | Detalls                                                       | coordenades                                                                                      | Protecció                                  | Commons (més fotos)                                                      | Dades a WD                    |
| ------ | ------------------------------------------------------------------------ | -------- | ----------------------------------------- | ------------------------------------------------------------- | ------------------------------------------------------------------------------------------------ | ------------------------------------------ | ------------------------------------------------------------------------ | ----------------------------- |
|        | Antic Magatzem Industrial Sala                                           | Figueres | edifici                                   | Estil: arquitectura eclèctica                                 | 42° 15′ 58″ N, 2° 58′ 13″ E / 42.2662°N,2.97034°E                                                | bé cultural d'interès local                |                                                                          | Modifica les dades a Wikidata |
|        | Antiga Fundició Fèlix Jaume                                              | Figueres | edifici                                   | Estil: arquitectura popular                                   | 42° 16′ 05″ N, 2° 57′ 48″ E / 42.268°N,2.96343°E                                                 | bé cultural d'interès local                | Antiga Fundició Fèlix Jaume                                              | Modifica les dades a Wikidata |
|        | Antiga Fàbrica d'Aiguardent Pey                                          | Figueres | edifici                                   | Estil: arquitectura eclèctica                                 | 42° 15′ 51″ N, 2° 58′ 13″ E / 42.26427°N,2.97016°E                                               | bé cultural d'interès local                |                                                                          | Modifica les dades a Wikidata |
|        | Antiga Seu de Transports Padrosa                                         | Figueres | edifici                                   |                                                               | 42° 16′ 04″ N, 2° 57′ 58″ E / 42.26783°N,2.96613°E                                               | bé cultural d'interès local                |                                                                          | Modifica les dades a Wikidata |
|        | Antiga fàbrica de gel                                                    | Figueres | edifici                                   | Estil: arquitectura eclèctica                                 | 42° 16′ 06″ N, 2° 57′ 51″ E / 42.2684°N,2.9643°E                                                 | bé cultural d'interès local                | Antiga fàbrica de gel (Figueres)                                         | Modifica les dades a Wikidata |
|        | Asil Vilallonga                                                          | Figueres | edifici                                   | Estil: arquitectura eclèctica                                 | 42° 15′ 59″ N, 2° 57′ 59″ E / 42.2665°N,2.96627°E ca:Av. Vilallonga, 1                           | bé cultural d'interès local                | Asil Vilallonga (Figueres)                                               | Modifica les dades a Wikidata |
|        | Can Pagès                                                                | Figueres | edifici                                   | Estil: arquitectura popular                                   | 42° 16′ 08″ N, 2° 59′ 41″ E / 42.26884°N,2.9948°E                                                | bé cultural d'interès local                |                                                                          | Modifica les dades a Wikidata |
|        | Casa Batlle                                                              | Figueres | edifici                                   |                                                               | 42° 15′ 59″ N, 2° 57′ 53″ E / 42.26647°N,2.9647°E                                                | bé cultural d'interès local                |                                                                          | Modifica les dades a Wikidata |
|        | Casa Bosch Masferrer                                                     | Figueres | edifici                                   |                                                               | 42° 16′ 02″ N, 2° 57′ 47″ E / 42.26716°N,2.96308°E                                               | bé cultural d'interès local                |                                                                          | Modifica les dades a Wikidata |
|        | Casa Callís                                                              | Figueres | edifici                                   |                                                               | 42° 16′ 01″ N, 2° 57′ 33″ E / 42.26689°N,2.9591°E                                                | bé cultural d'interès local                |                                                                          | Modifica les dades a Wikidata |
|        | Casa Carolà                                                              | Figueres | edifici                                   | Estil: modernisme català                                      | 42° 15′ 56″ N, 2° 57′ 40″ E / 42.26544°N,2.96114°E                                               | bé cultural d'interès local                |                                                                          | Modifica les dades a Wikidata |
|        | Casa Casellas                                                            | Figueres | edifici                                   |                                                               | 42° 15′ 58″ N, 2° 57′ 38″ E / 42.26608°N,2.96057°E                                               | bé cultural d'interès local                |                                                                          | Modifica les dades a Wikidata |
|        | Casa Felip                                                               | Figueres | edifici                                   |                                                               | 42° 15′ 58″ N, 2° 57′ 48″ E / 42.2662°N,2.96333°E                                                | bé cultural d'interès local                |                                                                          | Modifica les dades a Wikidata |
|        | Casa Forn                                                                | Figueres | edifici                                   |                                                               | 42° 15′ 57″ N, 2° 57′ 52″ E / 42.26577°N,2.96455°E                                               | bé cultural d'interès local                |                                                                          | Modifica les dades a Wikidata |
|        | Casa Galter                                                              | Figueres | edifici                                   | Estil: modernisme català                                      | 42° 15′ 53″ N, 2° 57′ 42″ E / 42.26475°N,2.96167°E                                               | bé cultural d'interès local                |                                                                          | Modifica les dades a Wikidata |
|        | Casa Giralt Ventolà                                                      | Figueres | edifici                                   | Estil: arquitectura eclèctica                                 | 42° 16′ 04″ N, 2° 57′ 35″ E / 42.26784°N,2.95965°E                                               | bé cultural d'interès local                |                                                                          | Modifica les dades a Wikidata |
|        | Casa Meric-Sormani                                                       | Figueres | edifici                                   | Estil: arquitectura barroca                                   | 42° 16′ 02″ N, 2° 57′ 43″ E / 42.26723°N,2.96194°E                                               | bé cultural d'interès local                |                                                                          | Modifica les dades a Wikidata |
|        | Casa Moner                                                               | Figueres | edifici                                   | Estil: modernisme català                                      | 42° 16′ 01″ N, 2° 57′ 52″ E / 42.26694°N,2.96437°E                                               | bé cultural d'interès local                |                                                                          | Modifica les dades a Wikidata |
|        | Casa Pagès Bofill                                                        | Figueres | edifici                                   | Estil: noucentisme                                            | 42° 15′ 53″ N, 2° 57′ 48″ E / 42.2647°N,2.96343°E ca:Nou, 48                                     | bé integrant del patrimoni cultural català | Casa Pagès Bofill (Figueres)                                             | Modifica les dades a Wikidata |
|        | Casa Puig Descals                                                        | Figueres | edifici                                   | Estil: arquitectura eclèctica                                 | 42° 15′ 59″ N, 2° 57′ 46″ E / 42.26652°N,2.96287°E                                               | bé cultural d'interès local                |                                                                          | Modifica les dades a Wikidata |
|        | Casa Pujadas                                                             | Figueres | edifici                                   |                                                               | 42° 16′ 04″ N, 2° 57′ 38″ E / 42.26772°N,2.96066°E                                               | bé cultural d'interès local                |                                                                          | Modifica les dades a Wikidata |
|        | Casa Pujarniscle                                                         | Figueres | edifici                                   |                                                               | 42° 15′ 51″ N, 2° 57′ 42″ E / 42.26407°N,2.96179°E                                               | bé cultural d'interès local                |                                                                          | Modifica les dades a Wikidata |
|        | Casa Serra                                                               | Figueres | edifici                                   |                                                               | 42° 16′ 07″ N, 2° 57′ 43″ E / 42.26853°N,2.96185°E                                               | bé cultural d'interès local                |                                                                          | Modifica les dades a Wikidata |
|        | Casa Soler                                                               | Figueres | edifici                                   | Estil: arquitectura neoclàssica                               | 42° 16′ 04″ N, 2° 57′ 42″ E / 42.26779°N,2.9618°E                                                | bé cultural d'interès local                |                                                                          | Modifica les dades a Wikidata |
|        | Casa Subies                                                              | Figueres | edifici                                   | Estil: modernisme català                                      | 42° 15′ 58″ N, 2° 58′ 06″ E / 42.26616°N,2.96836°E                                               | bé cultural d'interès local                |                                                                          | Modifica les dades a Wikidata |
|        | Casa Vergés-Molins                                                       | Figueres | edifici                                   | Estil: arquitectura eclèctica                                 | 42° 16′ 07″ N, 2° 57′ 39″ E / 42.26853°N,2.96095°E                                               | bé cultural d'interès local                |                                                                          | Modifica les dades a Wikidata |
|        | Casa de Puig                                                             | Figueres | edifici                                   | Estil: modernisme català                                      | 42° 16′ 01″ N, 2° 57′ 48″ E / 42.267°N,2.96322°E ca:Monturiol, 6                                 | bé cultural d'interès local                |                                                                          | Modifica les dades a Wikidata |
|        | Caserna de la Guàrdia Civil                                              | Figueres | edifici                                   | Estil: arquitectura eclèctica                                 | 42° 15′ 48″ N, 2° 57′ 52″ E / 42.2633°N,2.96453°E                                                | bé integrant del patrimoni cultural català | Casa caserna de la Guàrdia Civil (Figueres)                              | Modifica les dades a Wikidata |
|        | Casino Menestral Figuerenc                                               | Figueres | edifici organització sense ànim de lucre  | Estil: arquitectura modernista                                | 42° 16′ 05″ N, 2° 57′ 45″ E / 42.26813889°N,2.96253056°E                                         | bé integrant del patrimoni cultural català | Casino Menestral Figuerenc                                               | Modifica les dades a Wikidata |
|        | Casino Sport Figuerenc                                                   | Figueres | edifici                                   | Estil: arquitectura modernista                                | 42° 16′ 01″ N, 2° 57′ 44″ E / 42.267°N,2.96218°E ca:Moreria, 4                                   | bé integrant del patrimoni cultural català | Casino Sport Figuerenc (Figueres)                                        | Modifica les dades a Wikidata |
|        | Centre Penitenciari Puig de les Basses                                   | Figueres | edifici presó                             | 2014 Superfície: 61642.43m² Anomenat per: puig de les Basses  | 42° 17′ 12″ N, 2° 56′ 17″ E / 42.286527777778°N,2.9380555555556°E ca:Raval disseminat, 53        |                                            |                                                                          | Modifica les dades a Wikidata |
|        | Cine teatre Jardí                                                        | Figueres | edifici sala de cinema                    | Arquitecte: Llorenç Ros Costa Estil: noucentisme              | 42° 15′ 55″ N, 2° 57′ 43″ E / 42.2653°N,2.96197°E ca:Plaça Josep Pla                             | bé cultural d'interès local                | Cine Teatre Jardí                                                        | Modifica les dades a Wikidata |
|        | Cinema Edison                                                            | Figueres | edifici                                   | Estil: arquitectura modernista                                | 42° 15′ 56″ N, 2° 57′ 40″ E / 42.2656°N,2.9612°E                                                 | bé cultural d'interès local                | Cinema Edison (Figueres)                                                 | Modifica les dades a Wikidata |
|        | Clínica Catalunya                                                        | Figueres | edifici                                   | Estil: arquitectura modernista                                | 42° 15′ 59″ N, 2° 58′ 18″ E / 42.2664°N,2.97159°E                                                | bé cultural d'interès local                | Clínica Catalunya (Figueres)                                             | Modifica les dades a Wikidata |
|        | Clínica Santa Creu                                                       | Figueres | edifici hospital                          | Estil: racionalisme arquitectònic                             | 42° 15′ 43″ N, 2° 57′ 42″ E / 42.262°N,2.96171°E es:Cr Pere Iii,, 41                             | bé integrant del patrimoni cultural català | Clínica Santa Creu (Figueres)                                            | Modifica les dades a Wikidata |
|        | Conjunt d'edificis de la plaça Palmera, Carrer Camaño i Carrer Monturiol | Figueres | edifici conjunt d'edificis                | Estil: arquitectura modernista                                | 42° 16′ 02″ N, 2° 57′ 51″ E / 42.26728°N,2.96417°E                                               | bé cultural d'interès local                | Conjunt plaça Palmera, carrer Camaño i carrer Monturiol                  | Modifica les dades a Wikidata |
|        | Consell Comarcal de l'Alt Empordà                                        | Figueres | edifici                                   |                                                               | 42° 15′ 53″ N, 2° 57′ 48″ E / 42.2646559700443°N,2.96346708300226°E                              |                                            |                                                                          | Modifica les dades a Wikidata |
|        | Edifici Caixa Penedès                                                    | Figueres | edifici                                   | Estil: arquitectura popular                                   | 42° 16′ 00″ N, 2° 57′ 41″ E / 42.2666°N,2.96144°E                                                | bé integrant del patrimoni cultural català | Edifici Caixa Penedès (Figueres)                                         | Modifica les dades a Wikidata |
|        | Edifici Fàbrica de Gas                                                   | Figueres | edifici                                   | Estil: noucentisme                                            | 42° 16′ 05″ N, 2° 57′ 52″ E / 42.268°N,2.9644°E                                                  | bé cultural d'interès local                | Edifici Fàbrica de Gas (Figueres)                                        | Modifica les dades a Wikidata |
|        | Edifici Industrial del carrer Colom                                      | Figueres | edifici                                   | Estil: arquitectura modernista                                | 42° 16′ 02″ N, 2° 58′ 03″ E / 42.2672°N,2.96743°E                                                | bé integrant del patrimoni cultural català | Edifici al Carrer Colom, 15                                              | Modifica les dades a Wikidata |
|        | Edifici antiga agència de transports                                     | Figueres | edifici                                   | Estil: arquitectura popular                                   | 42° 15′ 50″ N, 2° 57′ 55″ E / 42.2639°N,2.9654°E                                                 | bé integrant del patrimoni cultural català | Edifici antiga agència de transports (Figueres)                          | Modifica les dades a Wikidata |
|        | Edifici industrial del carrer Sant Joan Baptista                         | Figueres | edifici                                   | Estil: arquitectura modernista                                | 42° 16′ 03″ N, 2° 58′ 07″ E / 42.2676°N,2.96852°E                                                | bé integrant del patrimoni cultural català | Edifici al Carrer Sant Joan Baptista, 59                                 | Modifica les dades a Wikidata |
|        | Edificis a la plaça de l'Ajuntament, 1-4                                 | Figueres | edifici                                   | Estil: arquitectura neoclàssica                               | 42° 16′ 02″ N, 2° 57′ 39″ E / 42.26712°N,2.96091°E                                               | bé cultural d'interès local                |                                                                          | Modifica les dades a Wikidata |
|        | Edificis a la plaça de l'Ajuntament, 8-10                                | Figueres | edifici                                   | Estil: arquitectura neoclàssica                               | 42° 16′ 02″ N, 2° 57′ 39″ E / 42.26714°N,2.96073°E                                               | bé cultural d'interès local                |                                                                          | Modifica les dades a Wikidata |
|        | Escorxador municipal de Figueres                                         | Figueres | edifici                                   | Estil: arquitectura modernista                                | 42° 16′ 04″ N, 2° 57′ 53″ E / 42.2678°N,2.96463°E                                                | bé cultural d'interès local                | Escorxador municipal (Figueres)                                          | Modifica les dades a Wikidata |
|        | Farmàcia Dr. Martín                                                      | Figueres | edifici                                   | Estil: art déco                                               | 42° 16′ 00″ N, 2° 57′ 37″ E / 42.2666°N,2.96026°E                                                | bé integrant del patrimoni cultural català | Façana Farmàcia Dr. Martín (Figueres)                                    | Modifica les dades a Wikidata |
|        | Fundació Clerch i Nicolau                                                | Figueres | edifici                                   | Estil: arquitectura eclèctica                                 | 42° 15′ 53″ N, 2° 57′ 50″ E / 42.2648°N,2.96386°E                                                | bé integrant del patrimoni cultural català | Fundació Clerch i Nicolau (Figueres)                                     | Modifica les dades a Wikidata |
|        | Fàbrica al carrer González de Soto                                       | Figueres | edifici                                   | Estil: arquitectura popular                                   | 42° 15′ 49″ N, 2° 57′ 41″ E / 42.2635°N,2.96147°E                                                | bé integrant del patrimoni cultural català | Fàbrica al carrer González de Soto (Figueres)                            | Modifica les dades a Wikidata |
|        | Habitatges Militars Americans                                            | Figueres | edifici                                   |                                                               | 42° 16′ 18″ N, 2° 57′ 16″ E / 42.2718°N,2.9545°E                                                 | bé cultural d'interès local                |                                                                          | Modifica les dades a Wikidata |
|        | Habitatges militars de Figueres                                          | Figueres | edifici                                   | Estil: academicisme                                           | 42° 16′ 07″ N, 2° 57′ 30″ E / 42.2686°N,2.95833°E                                                | bé integrant del patrimoni cultural català | Habitatges militars (Figueres)                                           | Modifica les dades a Wikidata |
|        | Hospital de Figueres                                                     | Figueres | edifici hospital                          |                                                               | 42° 16′ 06″ N, 2° 57′ 13″ E / 42.2684°N,2.95352°E ca:Rda. Rector Aroles, S/N                     | bé cultural d'interès local                | Hospital (Figueres)                                                      | Modifica les dades a Wikidata |
|        | Jardins de l'antiga Casa-fàbrica Koëpke                                  | Figueres | edifici                                   | Estil: noucentisme                                            | 42° 15′ 52″ N, 2° 57′ 19″ E / 42.2644°N,2.9553°E                                                 | bé integrant del patrimoni cultural català |                                                                          | Modifica les dades a Wikidata |
|        | Pares Paüls de Figueres                                                  | Figueres | edifici                                   | Estil: arquitectura popular                                   | 42° 15′ 59″ N, 2° 58′ 01″ E / 42.2664°N,2.96683°E                                                | bé integrant del patrimoni cultural català | Congregació de la Missió (Figueres)                                      | Modifica les dades a Wikidata |
|        | Patronat de la Catequística                                              | Figueres | edifici                                   | Estil: racionalisme arquitectònic                             | 42° 16′ 06″ N, 2° 57′ 25″ E / 42.2684°N,2.95681°E                                                | bé cultural d'interès nacional             | Patronat de la Catequística (Figueres)                                   | Modifica les dades a Wikidata |
|        | Pensió del General                                                       | Figueres | edifici                                   | Estil: arquitectura eclèctica                                 | 42° 15′ 54″ N, 2° 57′ 50″ E / 42.2651°N,2.96386°E                                                | bé integrant del patrimoni cultural català | Pensió del General (Figueres)                                            | Modifica les dades a Wikidata |
|        | Plaça de Braus de Figueres                                               | Figueres | edifici plaça de toros Ús: plaça de toros | Estil: historicisme arquitectònic 1894-05-03                  | 42° 15′ 53″ N, 2° 58′ 16″ E / 42.2648°N,2.97114°E                                                | bé cultural d'interès local                | Plaça de Braus (Figueres)                                                | Modifica les dades a Wikidata |
|        | Presó de Figueres                                                        | Figueres | edifici                                   | Estil: arquitectura eclèctica                                 | 42° 15′ 32″ N, 2° 57′ 46″ E / 42.2589°N,2.96276°E                                                | bé cultural d'interès local                | Centre de Preventius (Figueres)                                          | Modifica les dades a Wikidata |
|        | Rectoria i seu del COAC                                                  | Figueres | edifici                                   |                                                               | 42° 16′ 03″ N, 2° 57′ 37″ E / 42.26749°N,2.96035°E                                               | bé cultural d'interès local                |                                                                          | Modifica les dades a Wikidata |
|        | Teatre Principal de Figueres                                             | Figueres | edifici teatre Ús: museu                  | Arquitecte: Josep Roca i Bros Estil: arquitectura neoclàssica | 42° 16′ 05″ N, 2° 57′ 35″ E / 42.268°N,2.95967°E ca:Pl. Gala-Dalí, 5 i Pujada del Castell, 26-28 | bé cultural d'interès local                | Teatre-Museu Dalí (Figueres)                                             | Modifica les dades a Wikidata |
|        | Urbanizació del Poble Nou                                                | Figueres | edifici                                   | Estil: noucentisme                                            | 42° 15′ 42″ N, 2° 57′ 15″ E / 42.2618°N,2.9541°E                                                 | bé integrant del patrimoni cultural català |                                                                          | Modifica les dades a Wikidata |
|        | edifici a la plaça de les Patates, 9-10                                  | Figueres | edifici                                   | Estil: arquitectura eclèctica                                 | 42° 16′ 06″ N, 2° 57′ 39″ E / 42.26827°N,2.96086°E                                               | bé cultural d'interès local                |                                                                          | Modifica les dades a Wikidata |
|        | edifici al carrer Besalú, 13                                             | Figueres | edifici                                   |                                                               | 42° 16′ 01″ N, 2° 57′ 36″ E / 42.26696°N,2.96001°E                                               | bé cultural d'interès local                |                                                                          | Modifica les dades a Wikidata |
|        | edifici al carrer la Jonquera, 40                                        | Figueres | edifici                                   | Estil: arquitectura eclèctica                                 | 42° 16′ 08″ N, 2° 57′ 36″ E / 42.26888°N,2.96002°E                                               | bé cultural d'interès local                |                                                                          | Modifica les dades a Wikidata |
|        | edifici al carrer la Jonquera, 6                                         | Figueres | edifici                                   |                                                               | 42° 16′ 04″ N, 2° 57′ 39″ E / 42.26775°N,2.96071°E                                               | bé cultural d'interès local                |                                                                          | Modifica les dades a Wikidata |
|        | edifici de la Caixa de Pensions                                          | Figueres | edifici                                   | Estil: academicisme                                           | 42° 16′ 03″ N, 2° 57′ 53″ E / 42.2674°N,2.96479°E                                                | bé integrant del patrimoni cultural català | Edifici de la Caixa de Pensions per a la Vellesa i d'Estalvis (Figueres) | Modifica les dades a Wikidata |

## edifici escolar
| imatge | Nom                                           | Ubicat a | instància de    | Detalls                                                                                            | coordenades                                              | Protecció                                  | Commons (més fotos)                          | Dades a WD                    |
| ------ | --------------------------------------------- | -------- | --------------- | -------------------------------------------------------------------------------------------------- | -------------------------------------------------------- | ------------------------------------------ | -------------------------------------------- | ----------------------------- |
|        | Col·legi Josep Pallach                        | Figueres | edifici escolar | Arquitecte: Josep Roca i Bros Estil: arquitectura neoclàssica Anomenat per: Josep Pallach i Carolà | 42° 16′ 05″ N, 2° 57′ 56″ E / 42.268°N,2.96546°E         | bé cultural d'interès local                | Col·legi Josep Pallach (Figueres)            | Modifica les dades a Wikidata |
|        | Col·legi de les Mares Escolàpies              | Figueres | edifici escolar | Arquitecte: Manuel Almeda i Esteva Pelai Martínez i Paricio Estil: arquitectura modernista         | 42° 16′ 08″ N, 2° 57′ 46″ E / 42.2689°N,2.96284°E        | bé integrant del patrimoni cultural català | Col·legi de les Mares Escolàpies (Figueres)  | Modifica les dades a Wikidata |
|        | Col·legi dels Germans de la Salle de Figueres | Figueres | edifici escolar | Estil: arquitectura eclèctica                                                                      | 42° 16′ 07″ N, 2° 58′ 07″ E / 42.2685°N,2.96873°E        | bé cultural d'interès local                | Col·legi dels Germans de la Salle (Figueres) | Modifica les dades a Wikidata |
|        | Escola Cor de Maria                           | Figueres | edifici escolar | Estil: arquitectura eclèctica                                                                      | 42° 16′ 09″ N, 2° 57′ 36″ E / 42.2692°N,2.96008°E        | bé integrant del patrimoni cultural català | Col·legi Cor de Maria (Figueres)             | Modifica les dades a Wikidata |
|        | Escola Sant Pau                               | Figueres | edifici escolar | Estil: noucentisme                                                                                 | 42° 15′ 48″ N, 2° 57′ 49″ E / 42.26333611°N,2.96370278°E | bé integrant del patrimoni cultural català | Col·legi Nacional Sant Pau (Figueres)        | Modifica les dades a Wikidata |

## entitat singular de població
| imatge | Nom       | Ubicat a | instància de                                                                   | Detalls   | coordenades                                                              | Protecció | Commons (més fotos) | Dades a WD                    |
| ------ | --------- | -------- | ------------------------------------------------------------------------------ | --------- | ------------------------------------------------------------------------ | --------- | ------------------- | ----------------------------- |
|        | Figueres  | Figueres | entitat singular de població ens local històric de Catalunya capital municipal | 48026 hab | 42° 15′ 59″ N, 2° 57′ 42″ E / 42.26645°N,2.96163°E 41 msnm               |           |                     | Modifica les dades a Wikidata |
|        | Palol     | Figueres | entitat singular de població                                                   | 14 hab    | 42° 16′ 20″ N, 3° 01′ 01″ E / 42.272191467221°N,3.017058545999°E 15 msnm |           | Palol, Figueres     | Modifica les dades a Wikidata |
|        | Vilatenim | Figueres | entitat singular de població ens local històric de Catalunya                   | 630 hab   | 42° 16′ 07″ N, 2° 59′ 40″ E / 42.26860556°N,2.99454444°E 18 msnm         |           | Vilatenim           | Modifica les dades a Wikidata |

## església
| imatge | Nom                                  | Ubicat a | instància de     | Detalls                                              | coordenades                                                      | Protecció                                            | Commons (més fotos)                             | Dades a WD                    |
| ------ | ------------------------------------ | -------- | ---------------- | ---------------------------------------------------- | ---------------------------------------------------------------- | ---------------------------------------------------- | ----------------------------------------------- | ----------------------------- |
|        | Sant Antoni de Vilatenim             | Figueres | església         | Estil: arquitectura popular                          | 42° 16′ 10″ N, 2° 59′ 40″ E / 42.2694°N,2.99435°E                | bé cultural d'interès local                          | Església de Sant Antoni de Vilatenim (Figueres) | Modifica les dades a Wikidata |
|        | Sant Joan de Vilatenim               | Figueres | església         | Estil: arquitectura romànica                         | 42° 16′ 16″ N, 2° 59′ 42″ E / 42.2712°N,2.99488°E                | bé d'interès cultural bé cultural d'interès nacional | Església fortificada de Vilatenim (Figueres)    | Modifica les dades a Wikidata |
|        | Sant Pau de la Calçada               | Figueres | església         |                                                      | 42° 14′ 58″ N, 2° 58′ 29″ E / 42.2494729°N,2.9748056°E           |                                                      |                                                 | Modifica les dades a Wikidata |
|        | Sant Pere de Figueres                | Figueres | església         | Estil: arquitectura romànica Anomenat per: Sant Pere | 42° 16′ 04″ N, 2° 57′ 35″ E / 42.2678°N,2.95986°E                | bé integrant del patrimoni cultural català           | Església de Sant Pere de Figueres               | Modifica les dades a Wikidata |
|        | capella de Sant Sebastià             | Figueres | església capella | Estil: arquitectura barroca                          | 42° 16′ 04″ N, 2° 57′ 38″ E / 42.26783°N,2.9606°E ca:Jonquera, 5 | bé cultural d'interès local                          |                                                 | Modifica les dades a Wikidata |
|        | església de la Sagrada Família       | Figueres | església         |                                                      |                                                                  |                                                      |                                                 | Modifica les dades a Wikidata |
|        | església del Bon Pastor              | Figueres | església         |                                                      |                                                                  |                                                      |                                                 | Modifica les dades a Wikidata |
|        | església parroquial de la Immaculada | Figueres | església         |                                                      | 42° 15′ 49″ N, 2° 57′ 46″ E / 42.2635°N,2.96284°E                | bé integrant del patrimoni cultural català           | Església parroquial de la Immaculada (Figueres) | Modifica les dades a Wikidata |

## estació de ferrocarril
| imatge | Nom                          | Ubicat a | instància de                                         | Detalls | coordenades                                                                 | Protecció | Commons (més fotos)             | Dades a WD                    |
| ------ | ---------------------------- | -------- | ---------------------------------------------------- | ------- | --------------------------------------------------------------------------- | --------- | ------------------------------- | ----------------------------- |
|        | estació de Figueres          | Figueres | estació de ferrocarril edifici estació en superfície | 1877    | 42° 15′ 54″ N, 2° 58′ 08″ E / 42.265094444444°N,2.9687916666667°E 29.7 msnm |           | Figueres train station          | Modifica les dades a Wikidata |
|        | estació de Figueres-Vilafant | Figueres | estació de ferrocarril edifici estació en superfície | 2010    | 42° 15′ 56″ N, 2° 56′ 32″ E / 42.265555555556°N,2.9422222222222°E           |           | Figueres-Vilafant train station | Modifica les dades a Wikidata |

## masia
| imatge | Nom                 | Ubicat a | instància de | Detalls                     | coordenades                                                         | Protecció                   | Commons (més fotos) | Dades a WD                    |
| ------ | ------------------- | -------- | ------------ | --------------------------- | ------------------------------------------------------------------- | --------------------------- | ------------------- | ----------------------------- |
|        | Ca l'Alegri         | Figueres | masia        |                             | 42° 16′ 24″ N, 3° 00′ 58″ E / 42.2734147080605°N,3.01623775261956°E |                             |                     | Modifica les dades a Wikidata |
|        | Cal Ferrer          | Figueres | masia        |                             | 42° 15′ 59″ N, 2° 59′ 26″ E / 42.2664806658404°N,2.99060277885017°E |                             |                     | Modifica les dades a Wikidata |
|        | Cal Fuster          | Figueres | masia        |                             | 42° 16′ 01″ N, 2° 59′ 23″ E / 42.267029972076°N,2.98972965753124°E  |                             |                     | Modifica les dades a Wikidata |
|        | Cal Peroler         | Figueres | masia        |                             | 42° 16′ 00″ N, 2° 59′ 00″ E / 42.2667860408086°N,2.98325467738214°E |                             |                     | Modifica les dades a Wikidata |
|        | Can Badosa          | Figueres | masia        |                             | 42° 15′ 01″ N, 2° 57′ 58″ E / 42.2502197242535°N,2.96604534884717°E |                             |                     | Modifica les dades a Wikidata |
|        | Can Badosa de Palol | Figueres | masia        |                             | 42° 16′ 24″ N, 3° 00′ 55″ E / 42.2733337787119°N,3.01531609807646°E |                             |                     | Modifica les dades a Wikidata |
|        | Can Bellot          | Figueres | masia        |                             | 42° 16′ 24″ N, 2° 56′ 13″ E / 42.2732363561691°N,2.93684393154256°E |                             |                     | Modifica les dades a Wikidata |
|        | Can Botella         | Figueres | masia        |                             | 42° 16′ 13″ N, 3° 00′ 16″ E / 42.2702095489688°N,3.00447455351895°E |                             |                     | Modifica les dades a Wikidata |
|        | Can Burguès         | Figueres | masia        |                             | 42° 16′ 45″ N, 2° 56′ 59″ E / 42.2790607756135°N,2.9497785398119°E  |                             |                     | Modifica les dades a Wikidata |
|        | Can Calvet          | Figueres | masia        |                             | 42° 15′ 59″ N, 2° 58′ 55″ E / 42.2662724668785°N,2.98182401530778°E |                             |                     | Modifica les dades a Wikidata |
|        | Can Farigola        | Figueres | masia        |                             | 42° 15′ 14″ N, 2° 57′ 23″ E / 42.2538009979542°N,2.95650261333429°E |                             |                     | Modifica les dades a Wikidata |
|        | Can Jordi           | Figueres | masia        |                             | 42° 16′ 33″ N, 2° 57′ 45″ E / 42.2759044666202°N,2.96253891572506°E |                             |                     | Modifica les dades a Wikidata |
|        | Can Jordi Carnisser | Figueres | masia        |                             | 42° 16′ 18″ N, 3° 00′ 56″ E / 42.2717666655741°N,3.01552186847993°E |                             |                     | Modifica les dades a Wikidata |
|        | Can Masó            | Figueres | masia        |                             | 42° 16′ 02″ N, 2° 59′ 36″ E / 42.2670842726737°N,2.9932824384742°E  |                             |                     | Modifica les dades a Wikidata |
|        | Can Morera          | Figueres | masia        |                             | 42° 16′ 24″ N, 2° 58′ 20″ E / 42.2732504095743°N,2.97233889661224°E |                             |                     | Modifica les dades a Wikidata |
|        | Can Pau             | Figueres | masia        |                             | 42° 14′ 29″ N, 2° 58′ 21″ E / 42.2414403441502°N,2.97255884593716°E |                             |                     | Modifica les dades a Wikidata |
|        | Can Roca            | Figueres | masia        |                             | 42° 16′ 25″ N, 2° 56′ 05″ E / 42.2736674739084°N,2.93473343384917°E |                             |                     | Modifica les dades a Wikidata |
|        | Can Serra           | Figueres | masia        |                             | 42° 15′ 56″ N, 2° 58′ 47″ E / 42.2655876532292°N,2.97979929102028°E |                             |                     | Modifica les dades a Wikidata |
|        | Can Terrades        | Figueres | masia        |                             | 42° 15′ 33″ N, 2° 58′ 50″ E / 42.2593014241875°N,2.98058936218154°E |                             |                     | Modifica les dades a Wikidata |
|        | Mas Avellaners      | Figueres | masia        |                             | 42° 15′ 20″ N, 2° 57′ 51″ E / 42.2556049422213°N,2.964296695988°E   |                             |                     | Modifica les dades a Wikidata |
|        | Mas Carreter        | Figueres | masia        |                             | 42° 16′ 59″ N, 2° 57′ 34″ E / 42.2830272917258°N,2.95930848397024°E |                             |                     | Modifica les dades a Wikidata |
|        | Mas Clarors         | Figueres | masia        |                             | 42° 16′ 30″ N, 2° 58′ 27″ E / 42.2750160695651°N,2.97421782230605°E |                             |                     | Modifica les dades a Wikidata |
|        | Mas Dalmau          | Figueres | masia        |                             | 42° 15′ 32″ N, 2° 57′ 22″ E / 42.258979482816°N,2.95619595429918°E  |                             |                     | Modifica les dades a Wikidata |
|        | Mas Empordanès      | Figueres | masia        |                             | 42° 16′ 42″ N, 2° 57′ 41″ E / 42.2783808097694°N,2.96142169810231°E |                             |                     | Modifica les dades a Wikidata |
|        | Mas Ferrer          | Figueres | masia        | Estil: arquitectura popular | 42° 15′ 19″ N, 2° 58′ 05″ E / 42.25518°N,2.96806°E                  | bé cultural d'interès local |                     | Modifica les dades a Wikidata |
|        | Mas Forques         | Figueres | masia        |                             | 42° 14′ 59″ N, 2° 57′ 42″ E / 42.2497410250059°N,2.96170584369789°E |                             |                     | Modifica les dades a Wikidata |
|        | Mas Garida          | Figueres | masia        |                             | 42° 15′ 44″ N, 2° 58′ 54″ E / 42.2622826512177°N,2.98153416987875°E |                             |                     | Modifica les dades a Wikidata |
|        | Mas Miqueló         | Figueres | masia        |                             | 42° 15′ 18″ N, 2° 58′ 34″ E / 42.2549235339783°N,2.97610510868709°E |                             |                     | Modifica les dades a Wikidata |
|        | Mas Morell          | Figueres | masia        |                             | 42° 16′ 30″ N, 2° 58′ 23″ E / 42.2748897118223°N,2.97304154915013°E |                             |                     | Modifica les dades a Wikidata |
|        | Mas Roser           | Figueres | masia        |                             | 42° 16′ 49″ N, 2° 57′ 00″ E / 42.2802137046276°N,2.95008082625424°E |                             |                     | Modifica les dades a Wikidata |
|        | Mas Santpau         | Figueres | masia        |                             | 42° 14′ 57″ N, 2° 58′ 28″ E / 42.2492222098789°N,2.97445864942396°E |                             |                     | Modifica les dades a Wikidata |
|        | Mas Torres          | Figueres | masia        |                             | 42° 14′ 34″ N, 2° 58′ 15″ E / 42.2426917900415°N,2.97082501631794°E |                             |                     | Modifica les dades a Wikidata |
|        | Mas Tutau           | Figueres | masia        |                             | 42° 15′ 16″ N, 2° 58′ 08″ E / 42.2543904314475°N,2.96887992424995°E |                             |                     | Modifica les dades a Wikidata |
|        | Mas Verneda         | Figueres | masia        |                             | 42° 16′ 22″ N, 3° 00′ 59″ E / 42.2727121834762°N,3.01650435839381°E |                             |                     | Modifica les dades a Wikidata |
|        | Mas de Dalt         | Figueres | masia        | Estil: arquitectura popular | 42° 16′ 57″ N, 2° 57′ 48″ E / 42.2824252562121°N,2.96340830542459°E | bé cultural d'interès local |                     | Modifica les dades a Wikidata |
|        | Mas de la Font      | Figueres | masia        |                             | 42° 16′ 58″ N, 2° 57′ 48″ E / 42.2828035097387°N,2.96338382940208°E |                             |                     | Modifica les dades a Wikidata |
|        | el Mas Nou          | Figueres | masia        | Estil: arquitectura popular | 42° 15′ 37″ N, 2° 58′ 31″ E / 42.2601740095442°N,2.97527867823344°E | bé cultural d'interès local |                     | Modifica les dades a Wikidata |
|        | el Mas Vermell      | Figueres | masia        |                             | 42° 16′ 21″ N, 2° 58′ 37″ E / 42.2725579700355°N,2.97705645119767°E |                             |                     | Modifica les dades a Wikidata |
|        | el Serralló         | Figueres | masia        |                             | 42° 15′ 16″ N, 2° 57′ 31″ E / 42.2543692038194°N,2.95869650871165°E |                             |                     | Modifica les dades a Wikidata |

## mausoleu
| imatge | Nom                               | Ubicat a | instància de | Detalls                           | coordenades                                                                | Protecció                                  | Commons (més fotos)                          | Dades a WD                    |
| ------ | --------------------------------- | -------- | ------------ | --------------------------------- | -------------------------------------------------------------------------- | ------------------------------------------ | -------------------------------------------- | ----------------------------- |
|        | Panteó Dalí                       | Figueres | mausoleu     | Estil: arquitectura modernista    | 42° 15′ 51″ N, 2° 58′ 26″ E / 42.264182°N,2.973956°E cementiri de Figueres | bé integrant del patrimoni cultural català | Panteó Dalí (Figueres)                       | Modifica les dades a Wikidata |
|        | Panteó de Marià Vilallonga Gilupó | Figueres | mausoleu     | Estil: historicisme arquitectònic | 42° 15′ 52″ N, 2° 58′ 28″ E / 42.264306°N,2.974338°E                       | bé integrant del patrimoni cultural català | Panteó de Marià Vilallonga Gilupó (Figueres) | Modifica les dades a Wikidata |
|        | Sepulcre Camps                    | Figueres | mausoleu     | Estil: noucentisme                | 42° 15′ 50″ N, 2° 58′ 24″ E / 42.263848°N,2.973282°E                       | bé integrant del patrimoni cultural català | Sepulcre Camps (Figueres)                    | Modifica les dades a Wikidata |
|        | Sepulcre Corbera                  | Figueres | mausoleu     | Estil: noucentisme                | 42° 15′ 51″ N, 2° 58′ 24″ E / 42.264205°N,2.973418°E                       | bé integrant del patrimoni cultural català | Sepulcre Corbera (Figueres)                  | Modifica les dades a Wikidata |
|        | Sepulcre Galí                     | Figueres | mausoleu     | Estil: historicisme arquitectònic | 42° 15′ 51″ N, 2° 58′ 25″ E / 42.264129°N,2.973559°E                       | bé integrant del patrimoni cultural català | Sepulcre Galí (Figueres)                     | Modifica les dades a Wikidata |
|        | Sepulcre Janer                    | Figueres | mausoleu     | Estil: arquitectura modernista    | 42° 15′ 50″ N, 2° 58′ 22″ E / 42.263847°N,2.972885°E                       | bé integrant del patrimoni cultural català | Sepulcre Janer (Figueres)                    | Modifica les dades a Wikidata |
|        | Sepulcre Roca i Giralt            | Figueres | mausoleu     | Estil: noucentisme                | 42° 15′ 50″ N, 2° 58′ 24″ E / 42.263855°N,2.973365°E                       | bé integrant del patrimoni cultural català | Sepulcre Roca i Giralt (Figueres)            | Modifica les dades a Wikidata |
|        | Sepulcre de Tomàs Roger i Vidal   | Figueres | mausoleu     | Estil: arquitectura neoclàssica   | 42° 15′ 51″ N, 2° 58′ 28″ E / 42.26404°N,2.974373°E                        | bé integrant del patrimoni cultural català | Sepulcre de Tomàs Roger i Vidal (Figueres)   | Modifica les dades a Wikidata |
|        | Tomba Arola                       | Figueres | mausoleu     | Estil: arquitectura eclèctica     | 42° 15′ 50″ N, 2° 58′ 22″ E / 42.263791°N,2.97288°E                        | bé integrant del patrimoni cultural català | Tomba Arola (Figueres)                       | Modifica les dades a Wikidata |
|        | Tomba Avellana                    | Figueres | mausoleu     | Estil: arquitectura popular       | 42° 15′ 51″ N, 2° 58′ 22″ E / 42.264093°N,2.972856°E                       | bé integrant del patrimoni cultural català | Tomba Avellana (Figueres)                    | Modifica les dades a Wikidata |
|        | Tomba Galter                      | Figueres | mausoleu     | Estil: noucentisme                | 42° 15′ 51″ N, 2° 58′ 24″ E / 42.264201°N,2.973261°E                       | bé integrant del patrimoni cultural català | Tomba Galter (Figueres)                      | Modifica les dades a Wikidata |
|        | Tomba Garreta                     | Figueres | mausoleu     | Estil: arquitectura neoclàssica   | 42° 15′ 51″ N, 2° 58′ 26″ E / 42.264078°N,2.973914°E                       | bé integrant del patrimoni cultural català | Tomba Garreta (Figueres)                     | Modifica les dades a Wikidata |
|        | Tomba Jordà Ramoneda              | Figueres | mausoleu     | Estil: arquitectura neoclàssica   | 42° 15′ 51″ N, 2° 58′ 24″ E / 42.264107°N,2.973205°E                       | bé integrant del patrimoni cultural català | Tomba Jordà Ramoneda (Figueres)              | Modifica les dades a Wikidata |
|        | Tomba Lluís Darnés                | Figueres | mausoleu     | Estil: arquitectura popular       | 42° 15′ 49″ N, 2° 58′ 23″ E / 42.263644°N,2.973178°E                       | bé integrant del patrimoni cultural català | Tomba Lluís Darnés (Figueres)                | Modifica les dades a Wikidata |
|        | Tomba Rexach                      | Figueres | mausoleu     | Estil: arquitectura popular       | 42° 15′ 51″ N, 2° 58′ 22″ E / 42.264241°N,2.972826°E                       | bé integrant del patrimoni cultural català | Tomba Rexach (Figueres)                      | Modifica les dades a Wikidata |
|        | Tomba de Josep Guillamet          | Figueres | mausoleu     | Estil: arquitectura popular       | 42° 15′ 50″ N, 2° 58′ 22″ E / 42.263898°N,2.972891°E                       | bé integrant del patrimoni cultural català | Tomba de Josep Guillamet (Figueres)          | Modifica les dades a Wikidata |

## molí d'aigua
| imatge | Nom               | Ubicat a | instància de | Detalls | coordenades                                                         | Protecció | Commons (més fotos) | Dades a WD                    |
| ------ | ----------------- | -------- | ------------ | ------- | ------------------------------------------------------------------- | --------- | ------------------- | ----------------------------- |
|        | Molí de l'Anguila | Figueres | molí d'aigua |         | 42° 16′ 21″ N, 2° 58′ 19″ E / 42.2725298074809°N,2.97191478049597°E |           |                     | Modifica les dades a Wikidata |
|        | el Molí Petit     | Figueres | molí d'aigua |         | 42° 15′ 33″ N, 2° 58′ 17″ E / 42.2591193422043°N,2.97126603424162°E |           |                     | Modifica les dades a Wikidata |

## monument
| imatge | Nom                                     | Ubicat a | instància de | Detalls                                                                 | coordenades                                                                   | Protecció                                  | Commons (més fotos)                              | Dades a WD                    |
| ------ | --------------------------------------- | -------- | ------------ | ----------------------------------------------------------------------- | ----------------------------------------------------------------------------- | ------------------------------------------ | ------------------------------------------------ | ----------------------------- |
|        | Monument a Narcís Monturiol             | Figueres | monument     | Estil: noucentisme                                                      | 42° 15′ 59″ N, 2° 57′ 42″ E / 42.266383°N,2.961717°E ca:Rambla, a baix de tot | bé integrant del patrimoni cultural català | Monument a Narcís Monturiol (Figueres)           | Modifica les dades a Wikidata |
|        | Monument als donants de sang a Figueres | Figueres | monument     | Creador: Eduard Bartolí i Colls 2001-02-07 Anomenat per: donant de sang | 42° 16′ 05″ N, 2° 57′ 12″ E / 42.26795°N,2.9533666666666667°E                 |                                            |                                                  | Modifica les dades a Wikidata |
|        | Pedró recordatori d'Álvarez de Castro   | Figueres | monument     | Estil: arquitectura popular                                             | 42° 16′ 20″ N, 2° 57′ 05″ E / 42.2722°N,2.95145°E                             | bé integrant del patrimoni cultural català | Pedró recordatori d'Álvarez de Castro (Figueres) | Modifica les dades a Wikidata |

## museu
| imatge | Nom                              | Ubicat a | instància de  | Detalls                          | coordenades                                                                                      | Protecció                                            | Commons (més fotos)              | Dades a WD                    |
| ------ | -------------------------------- | -------- | ------------- | -------------------------------- | ------------------------------------------------------------------------------------------------ | ---------------------------------------------------- | -------------------------------- | ----------------------------- |
|        | Museu de l'Empordà               | Figueres | museu         | Estil: arquitectura moderna 1945 | 42° 16′ 00″ N, 2° 57′ 43″ E / 42.26667778°N,2.96201667°E ca:Rbla. Sara Jordà, 2 und:Rambla, 2    | bé cultural d'interès nacional bé d'interès cultural | Museu de l'Empordà               | Modifica les dades a Wikidata |
|        | Museu de la Tècnica de l'Empordà | Figueres | museu edifici | 2004                             | 42° 16′ 05″ N, 2° 57′ 58″ E / 42.268056°N,2.966111°E                                             |                                                      | Museu de la Tècnica de l’Empordà | Modifica les dades a Wikidata |
|        | Teatre-Museu Dalí                | Figueres | museu         | 1974-09-28                       | 42° 16′ 05″ N, 2° 57′ 34″ E / 42.268055555556°N,2.9594444444444°E ca:Plaça Gala-Salvador Dalí, 5 | bé integrant del patrimoni cultural català           | Teatre-Museu Dalí (Figueres)     | Modifica les dades a Wikidata |

## nucli de població
| imatge | Nom                    | Ubicat a | instància de                                                     | Detalls | coordenades                                                         | Protecció | Commons (més fotos) | Dades a WD                    |
| ------ | ---------------------- | -------- | ---------------------------------------------------------------- | ------- | ------------------------------------------------------------------- | --------- | ------------------- | ----------------------------- |
|        | Barri del Colobret     | Figueres | nucli de població                                                |         | 42° 15′ 51″ N, 2° 56′ 47″ E / 42.26415°N,2.94647°E                  |           |                     | Modifica les dades a Wikidata |
|        | Parc-sol               | Figueres | nucli de població                                                |         | 42° 16′ 07″ N, 2° 56′ 59″ E / 42.2684784040089°N,2.94967780818573°E |           |                     | Modifica les dades a Wikidata |
|        | Sant Pau de la Calçada | Figueres | nucli de població antic municipi ens local històric de Catalunya |         | 42° 14′ 58″ N, 2° 58′ 29″ E / 42.2494729°N,2.9748056°E              |           |                     | Modifica les dades a Wikidata |
|        | el Mas Ferrer          | Figueres | nucli de població                                                |         | 42° 14′ 54″ N, 2° 58′ 08″ E / 42.2484552762337°N,2.96879798770231°E |           |                     | Modifica les dades a Wikidata |
|        | l'Aigüeta              | Figueres | nucli de població                                                |         | 42° 16′ 29″ N, 2° 58′ 00″ E / 42.2746538659196°N,2.96663858675913°E |           |                     | Modifica les dades a Wikidata |
|        | l'Horta d'en Capellera | Figueres | nucli de població                                                |         | 42° 16′ 28″ N, 2° 57′ 33″ E / 42.2745704366584°N,2.95928967057862°E |           |                     | Modifica les dades a Wikidata |

## obra escultòrica
| imatge | Nom                  | Ubicat a | instància de     | Detalls                                                  | coordenades           | Protecció | Commons (més fotos) | Dades a WD                    |
| ------ | -------------------- | -------- | ---------------- | -------------------------------------------------------- | --------------------- | --------- | ------------------- | ----------------------------- |
|        | Crist a la Creu 207d | Figueres | obra escultòrica | Creador: Josep Llimona i Bruguera Estil: modernisme 1930 | cementiri de Figueres |           |                     | Modifica les dades a Wikidata |
|        | Figura femenina 221  | Figueres | obra escultòrica | Creador: Josep Llimona i Bruguera Estil: modernisme      | cementiri de Figueres |           |                     | Modifica les dades a Wikidata |

## parc
| imatge | Nom                 | Ubicat a | instància de | Detalls            | coordenades                                       | Protecció                                  | Commons (més fotos)            | Dades a WD                    |
| ------ | ------------------- | -------- | ------------ | ------------------ | ------------------------------------------------- | ------------------------------------------ | ------------------------------ | ----------------------------- |
|        | Jardí Enric Morera  | Figueres | parc         | Estil: noucentisme | 42° 15′ 48″ N, 2° 57′ 31″ E / 42.2633°N,2.95874°E | bé integrant del patrimoni cultural català | Jardí Enric Morera (Figueres)  | Modifica les dades a Wikidata |
|        | Parc-bosc municipal | Figueres | parc         | Estil: noucentisme | 42° 16′ 02″ N, 2° 57′ 21″ E / 42.2673°N,2.9557°E  | bé cultural d'interès local                | Parc-bosc municipal (Figueres) | Modifica les dades a Wikidata |

## plaça
| imatge | Nom                            | Ubicat a | instància de | Detalls                     | coordenades                                                                | Protecció                                  | Commons (més fotos)              | Dades a WD                    |
| ------ | ------------------------------ | -------- | ------------ | --------------------------- | -------------------------------------------------------------------------- | ------------------------------------------ | -------------------------------- | ----------------------------- |
|        | Plaça Gala i Dalí              | Figueres | plaça        | Estil: arquitectura popular | 42° 16′ 06″ N, 2° 57′ 36″ E / 42.2682°N,2.95989°E                          | bé integrant del patrimoni cultural català | Plaça Gala i Dalí (Figueres)     | Modifica les dades a Wikidata |
|        | plaça de l'Ajuntament          | Figueres | plaça        |                             | 42° 16′ 02″ N, 2° 57′ 39″ E / 42.2673°N,2.96081°E ca:Plaça de l'Ajuntament | bé integrant del patrimoni cultural català | Plaça de l'Ajuntament (Figueres) | Modifica les dades a Wikidata |
|        | plaça de l'Estació de Figueres | Figueres | plaça        | Estil: arquitectura popular | 42° 15′ 54″ N, 2° 58′ 05″ E / 42.2651°N,2.96804°E                          | bé integrant del patrimoni cultural català | Plaça de l'Estació (Figueres)    | Modifica les dades a Wikidata |
|        | plaça de les Patates           | Figueres | plaça        | Estil: arquitectura popular | 42° 16′ 06″ N, 2° 57′ 39″ E / 42.2684°N,2.96071°E                          | bé integrant del patrimoni cultural català | Plaça de les Patates (Figueres)  | Modifica les dades a Wikidata |
|        | plaça del Gra                  | Figueres | plaça mercat | Estil: arquitectura popular | 42° 15′ 59″ N, 2° 57′ 56″ E / 42.2663°N,2.96562°E                          | bé cultural d'interès local                | Plaça del Gra (Figueres)         | Modifica les dades a Wikidata |

## xemeneia de fàbrica
| imatge | Nom                      | Ubicat a | instància de        | Detalls                     | coordenades                                        | Protecció                                  | Commons (més fotos)                  | Dades a WD                    |
| ------ | ------------------------ | -------- | ------------------- | --------------------------- | -------------------------------------------------- | ------------------------------------------ | ------------------------------------ | ----------------------------- |
|        | xemeneia Bòbila Carreras | Figueres | xemeneia de fàbrica |                             | 42° 15′ 48″ N, 2° 58′ 15″ E / 42.26342°N,2.97091°E | bé cultural d'interès local                |                                      | Modifica les dades a Wikidata |
|        | xemeneia de Figueres     | Figueres | xemeneia de fàbrica | Estil: arquitectura popular | 42° 15′ 41″ N, 2° 58′ 04″ E / 42.2615°N,2.96781°E  | bé integrant del patrimoni cultural català | Xemeneia (Carrer Migdia de Figueres) | Modifica les dades a Wikidata |

## Misc
| imatge | Nom                                | Ubicat a    | instància de                                                       | Detalls | coordenades                                                                                                   | Protecció                                            | Commons (més fotos)                 | Dades a WD                    |
| ------ | ---------------------------------- | ----------- | ------------------------------------------------------------------ | --- | --- | ---------------------------------------------------- | ----------------------------------- | ----------------------------- |
|        | Ajuntament de Figueres             | Figueres    | casa consistorial                                                  | | 42° 16′ 02″ N, 2° 57′ 38″ E / 42.2673°N,2.9605°E                                                              | bé integrant del patrimoni cultural català           | Ajuntament de Figueres              | Modifica les dades a Wikidata |
|        | Aqüeducte de Figueres              | Figueres    | aqüeducte pont                                                     | Estil: arquitectura neoclàssica                                                                            | 42° 16′ 37″ N, 2° 56′ 20″ E / 42.277°N,2.93877°E                                                              | bé integrant del patrimoni cultural català           | Aqüeducte (Figueres)                | Modifica les dades a Wikidata |
|        | Casa Pagès-Bassols                 | Figueres    | edifici residencial                                                | Arquitecte: Raimon Duran i Reynals Pelai Martínez i Paricio Estil: noucentisme 1929                        | 42° 15′ 58″ N, 2° 57′ 38″ E / 42.266°N,2.96043°E ca:Rambla, 21                                                | bé integrant del patrimoni cultural català           | Casa Pagès-Bassols (Figueres)       | Modifica les dades a Wikidata |
|        | Centre Sociosanitari Bernat Jaume  | Figueres    | hospital                                                           | | 42° 16′ 05″ N, 2° 57′ 11″ E / 42.268018°N,2.952919°E es:Rd Rector Arolas, S/N                                 |                                                      |                                     | Modifica les dades a Wikidata |
|        | Estadi Municipal de Vilatenim      | Figueres    | estadi de futbol                                                   | 1986-08-25 Llarg: 105m Ample: 70m                                                                          | 42° 16′ 12″ N, 2° 59′ 58″ E / 42.269942°N,2.999439°E                                                          |                                                      |                                     | Modifica les dades a Wikidata |
|        | Figueras                           | Figueres    | vèrtex geodèsic                                                    | | 42° 16′ 05″ N, 2° 57′ 30″ E / 42.268011°N,2.958229°E 91.052 msnm                                              |                                                      |                                     | Modifica les dades a Wikidata |
|        | Granja del Carreter                | Figueres    | granja                                                             | | 42° 16′ 58″ N, 2° 57′ 23″ E / 42.2826569392922°N,2.95632509958671°E                                           |                                                      |                                     | Modifica les dades a Wikidata |
|        | Institut Ramon Muntaner            | Figueres    | institut de Catalunya edifici escolar                              | Estil: arquitectura neoclàssica 1839 Anomenat per: Ramon Muntaner                                          | 42° 15′ 47″ N, 2° 57′ 46″ E / 42.2631°N,2.96278°E ca:c. Sant Pau, s/n, 17600 Figueres                         | bé cultural d'interès local                          | Institut Ramon Muntaner (Figueres)  | Modifica les dades a Wikidata |
|        | Manol                              | Alt Empordà | curs d'aigua                                                       | Desemboca: Muga Llarg: 40km Conca: 150km²                                                                  | 42° 16′ 29″ N, 3° 01′ 33″ E / 42.2747°N,3.02589°E 48 msnm                                                     |                                                      | Manol                               | Modifica les dades a Wikidata |
|        | Museu Històric Militar de Figueres | Figueres    | museu militar                                                      | Dedicat a: Exèrcit de Terra espanyol                                                                       | 42° 16′ 22″ N, 2° 56′ 54″ E / 42.272778°N,2.948333°E                                                          |                                                      | Museo Histórico Militar de Figueras | Modifica les dades a Wikidata |
|        | Museu del Joguet de Catalunya      | Figueres    | museu de joguines museu                                            | Estil: arquitectura eclèctica 1982                                                                         | 42° 16′ 00″ N, 2° 57′ 38″ E / 42.266603°N,2.960581°E ca:Sant Pere, 1                                          | bé integrant del patrimoni cultural català           | Museu del Joguet de Catalunya       | Modifica les dades a Wikidata |
|        | Polígon industrial Recinte Firal   | Figueres    | polígon industrial                                                 | | 42° 15′ 55″ N, 2° 59′ 04″ E / 42.2652641394376°N,2.98435847456532°E                                           |                                                      |                                     | Modifica les dades a Wikidata |
|        | Torre Gorgot                       | Figueres    | casa forta monument                                                | Estil: arquitectura popular                                                                                | 42° 16′ 05″ N, 2° 57′ 33″ E / 42.2681476°N,2.9590989°E ca:Pujada al Castell, 26-28                            | bé d'interès cultural bé cultural d'interès nacional | Torre Gorgot                        | Modifica les dades a Wikidata |
|        | Viquitrobada 2009                  | Figueres    | viquitrobada                                                       | | Institut Ramon Muntaner                                                                                       |                                                      |                                     | Modifica les dades a Wikidata |
|        | castell de Sant Ferran             | Figueres    | fort monument històric edifici de museu torre de telegrafia òptica | Arquitecte: Juan Martín Cermeño Pedro Martín Cermeño Estil: arquitectura neoclàssica 1753 Superfície: 32ha | 42° 16′ 26″ N, 2° 56′ 47″ E / 42.27388889°N,2.94638889°E ca:Pujada del Castell, Figueres, puig dels Caputxins | bé d'interès cultural bé cultural d'interès nacional | Castell de Sant Ferran (Figueres)   | Modifica les dades a Wikidata |
|        | cementiri de Figueres              | Figueres    | cementiri                                                          | Estil: arquitectura popular                                                                                | 42° 15′ 51″ N, 2° 58′ 26″ E / 42.2641°N,2.9738°E                                                              | bé cultural d'interès local                          | Figueres Cemetery                   | Modifica les dades a Wikidata |
|        | creu de la Mà                      | Figueres    | creu de terme                                                      | Estil: arquitectura gòtica                                                                                 | 42° 15′ 36″ N, 2° 58′ 00″ E / 42.26°N,2.96663°E ca:Plaça de la Creu de la Mà                                  | bé integrant del patrimoni cultural català           | Creu de la Mà (Figueres)            | Modifica les dades a Wikidata |
|        | les basses del Terrisser           | Figueres    | zona humida aiguamoll                                              | | 42° 16′ 48″ N, 2° 56′ 20″ E / 42.2799°N,2.9389°E                                                              |                                                      |                                     | Modifica les dades a Wikidata |
|        | puig de les Basses                 | Figueres    | muntanya                                                           | | 42° 17′ 02″ N, 2° 56′ 05″ E / 42.2838°N,2.93477°E 136 msnm                                                    |                                                      |                                     | Modifica les dades a Wikidata |
|        | sitja de Figueres                  | Figueres    | sitja                                                              | Estil: Tipo D 1959 Estat: enderrocat o destruït Superfície: 371m²                                          | 42° 15′ 29″ N, 2° 58′ 06″ E / 42.25805555555556°N,2.9683333333333333°E                                        |                                                      |                                     | Modifica les dades a Wikidata |